# Haller von Hallerstein

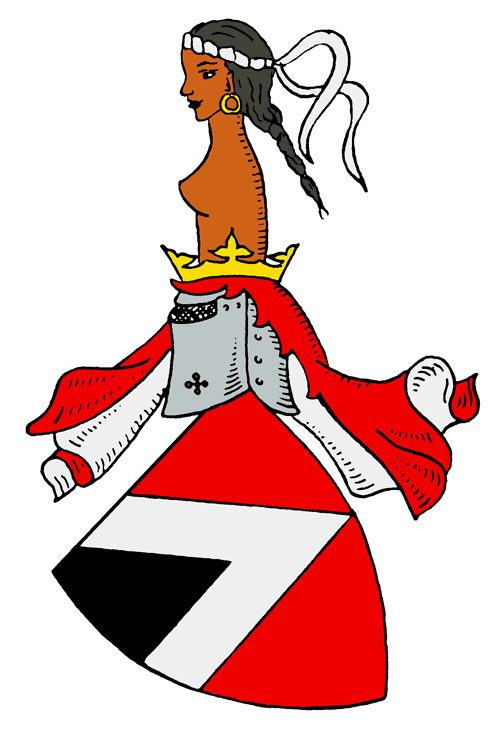
Stammwappen der Haller

Die Haller von Hallerstein sind eine der ältesten Patrizierfamilien der Reichsstadt Nürnberg, erstmals urkundlich erwähnt im Jahr 1205. Die Haller waren als einzige Familie ab 1314 ununterbrochen bis zum Ende der reichsstädtischen Zeit im Jahre 1806 im Inneren Rat vertreten. Sie gehörten nach dem Tanzstatut zu den zwanzig alten ratsfähigen Geschlechtern. Seit dem 15. Jahrhundert gehören sie zum Reichsadel.
Kurz vor 1500 teilte sich eine ungarisch-siebenbürgische Linie vom Nürnberger Stamm ab, die im 17. und 18. Jahrhundert eine politische Rolle in Siebenbürgen spielte. Die ungarische Linie stieg 1713 in den Grafenstand auf, die Nürnberger Linie 1790 zu Freiherren. Beide bestehen bis heute.

## Geschichte

### Ursprünge
Die Abstammung der Haller ist nicht völlig geklärt. Es wird angenommen, dass ihre Wurzeln in Tirol, wo der Name besonders im Burggrafenamt häufig vorkommt, liegen. Familiengeschichtliche Forschungen wurden allerdings von den Angehörigen schon sehr früh unternommen, was der Nürnberger Patrizier Ulman Stromer in seinem in der zweiten Hälfte des 14. Jahrhunderts verfassten Püchel von meinem Geschlecht auch ausdrücklich erwähnte. Hans Haller legte 1488 das älteste Hallerbuch an und diesem ließ Konrad Haller 1526 ein weiteres, ausführlicheres folgen. Den Inhalt hatte er auf speziellen Reisen und nach alten Urkunden gewonnen.
Das Geschlecht erscheint zuerst mit Heinricus Hallare seit 1205 urkundlich im Gefolge der Herzöge von Andechs-Meranien, mit Ulricus Hallar, Richter zu Innsbruck, seit 1230 urkundlich im Gefolge des Grafen Albert von Tirol. Seit seiner Übersiedlung nach Franken urkundet das Geschlecht dort zuerst 1304 mit dominus Heinricus Haller de Prosperch. Ulrich Haller, seit 1297 Consul zu Nürnberg, war Vertrauter Kaiser Ludwigs des Bayern und wurde 1316 mit dem Hochgericht zu Großhabersdorf belehnt.

### Nürnberger Hauptstamm

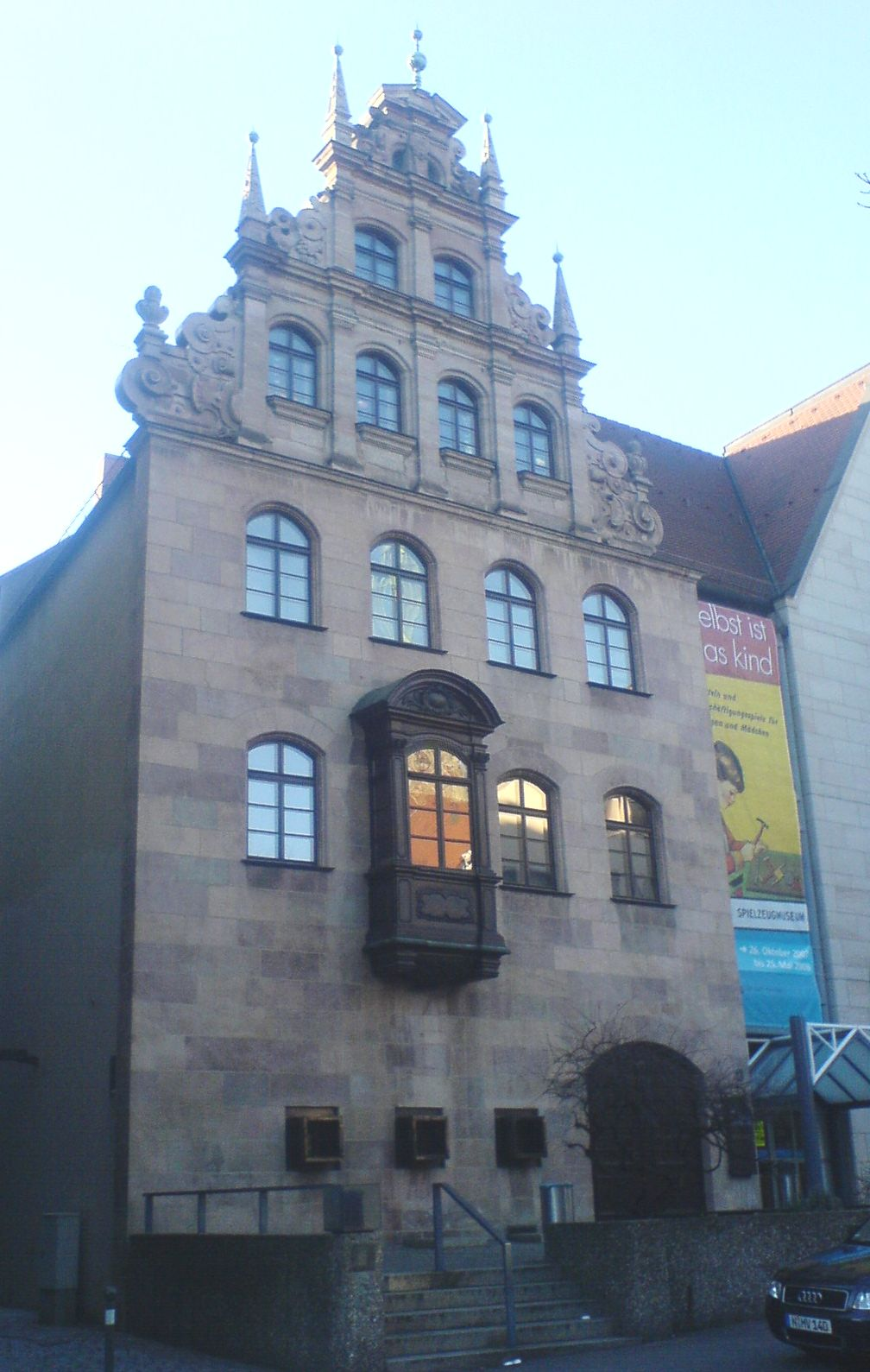
Haller’sches Haus, Nürnberg

Bereits im 14. Jahrhundert gehörte das Geschlecht zu den bedeutendsten im Nürnberger Stadtadel. Familienmitglieder saßen im Inneren Rat und gehörten damit zum regierenden Nürnberger Patriziat. Sie waren in der Stadt, aber auch außerhalb, unter anderem in Kalchreuth, reich begütert. 1360 stiftete Berthold Haller das Pilgrimspital zum Heiligen Kreuz, an dessen Pfründnerhaus mit Garten die Familie bis zur Zerstörung 1945 ein Nutzungsrecht hatte. Die Haller gewannen ihr beträchtliches Vermögen im Fernhandel mit Köln, Lyon, Bologna und Venedig, aber auch mit Österreich und Ungarn, sowie im Bergbau und durch umfangreiche Geldgeschäfte. Sie vermehrten es durch Erbschaften, die einer geschickten Heiratspolitik folgten. Mit Ruprecht I. († 1489), Martin III. († 1617) und Johann Siegmund († 1805) stellte das Geschlecht drei Vorderste Losunger und Reichsschultheiße der freien Reichsstadt.
Eine kaiserliche Wappenbesserung durch Verleihung einer goldenen Krone erlangten die Nürnberger Haller schon 1433. Eine Wappenbestätigung folgte 1463 und eine Reichsadelsbestätigung 1478 durch Kaiser Friedrich III. Eine weitere Wappenbesserung erfolgte 1521 durch Kaiser Karl V. Der Zusatz „von Hallerstein“ samt Wappenvereinigung mit dem ausgestorbenen bayerischen Uradelsgeschlecht derer von Hallerstein stammt von 1528. Der 1562 angestrebte Erwerb von Schloss Hallerstein bei Hof an der Saale kam nicht zustande.

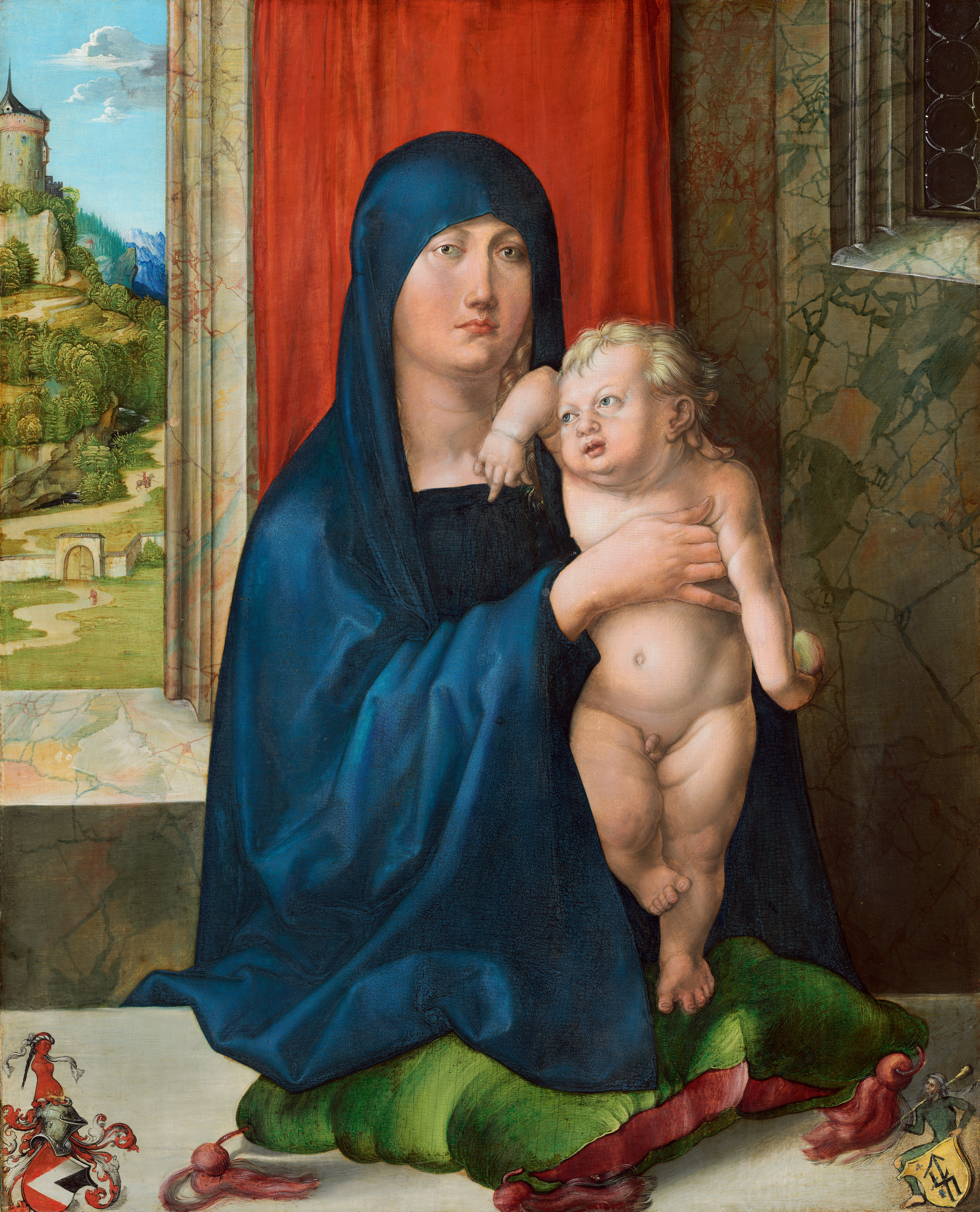
Haller Madonna, 1498 von Albrecht Dürer; links unten das Familienwappen

Wolf Haller, Sohn Jobst Hallers, heiratete 1491 Ursula Koberger, eine Tochter des Buchdruckers Anton Koberger („Schedelsche Weltchronik“); die Wappen beider Eheleute sind auf Albrecht Dürers „Haller-Madonna“  zu sehen, die wohl als privates Andachtsbild von den Eheleuten oder (wahrscheinlicher) von Anton Koberger, Dürers Taufpaten und Nachbarn, als Geschenk für seine Tochter in Auftrag gegeben worden war; links unten ist das Hallerwappen zu sehen und rechts das Handwerkerzeichen der Koberger. Wolf Haller trat zunächst als Gehilfe und Reisender in das Geschäft seines Schwiegervaters ein, zerstritt sich aber nach einigen Jahren mit ihm und flüchtete nach Wien, wo er 1505 starb. Das berühmte Gemälde ist von Giovanni Bellini beeinflusst, den Dürer auf seiner ersten Venedig-Reise (1494–1495) kennengelernt hat und daher vermutlich in den Jahren danach entstanden. Es hängt heute in der National Gallery of Art in Washington.
Im 17. Jahrhundert zählten die Haller von Hallerstein zur Reichsritterschaft im Kanton Steigerwald des fränkischen Ritterkreises. Nach 1753 gehörten sie als Administratoren des Rietererbes für die Freie Reichsstadt Nürnberg zum Ritterkanton Altmühl. Die sogenannte Sigmundsche Linie bildete einen katholischen Zweig in der Oberpfalz aus, der 1779 erlosch und von dem evangelischen Nürnberger Zweig beerbt wurde (u. a. Kalchreuth). Die Nürnberger Haller wurden 1790 in den Reichsfreiherrenstand erhoben. 1813 wurden die Freiherren Haller von Hallerstein als solche dem bayerischen Adel immatrikuliert.

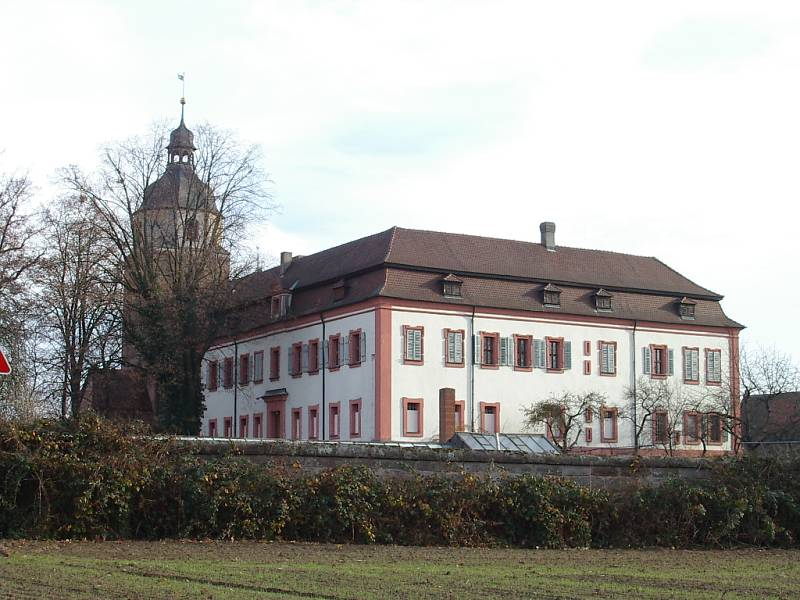
Hallerschloss in Großgründlach bei Nürnberg, seit 1766 bis heute im Besitz der Freiherren Haller von Hallerstein

Oberst Johann Georg Haller von Hallerstein, rettete im August 1796 die Reichskleinodien, indem er sie vor den heranrückenden Franzosen 1794 aus Nürnberg über Prag nach Regensburg brachte, von wo sie dann 1800 nach Wien gelangten, wo sie sich bis heute befinden.
Die meisten Besitzungen der Haller sowie die reichen Bibliotheken und Kunstsammlungen gingen durch Ablösungsgesetze von 1848 sowie durch Inflationen und Zerstörungen der beiden Weltkriege verloren. Seit 1945 ist das aus dem Erbe der Pfinzing 1766 übernommene Hallerschloss in Großgründlach Familiensitz und einziger Mittelpunkt der Familientradition. Das wertvolle Kunstinventar des 1945 zerstörten Haller'schen Pfründnerhauses am Heilig-Kreuz-Pilgerspital wurde rechtzeitig ausgelagert, darunter der bedeutende Peringsdörffer-Altar, zahlreiche Tafelbilder, Holzplastiken usw. sowie über 50 Hallersche Totenschilde. Sie befinden sich jetzt zum Teil in der Laurentiuskirche und im Großgründlacher Schloss. In Nürnberg selbst erinnern die Hallerstraße, das Hallertor, das Hallertürlein, die Hallertorbrücke, die Hallerwiese, die Hallerhüttenstraße in Forsthof und die Hallerweiherstraße im Stadtteil Fischbach an die Familie und deren frühere Besitztümer.

### Besitzungen
Das Nürnberger Stammhaus der Haller (vor 1517–1611), in der Karlstraße, beherbergt heute das Spielzeugmuseum.
- Seit 1766 ist das Schloss Großgründlach bis heute im Besitz der Freiherren Haller von Hallerstein.

Weiterhin besaßen sie:

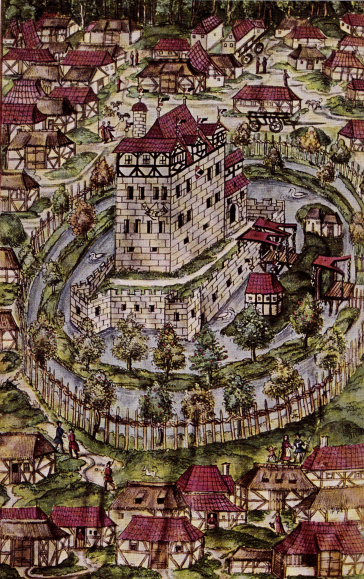
Burg Ziegelstein (1370–1647 im Besitz, 1642 zerstört)

- 1337–1500 (?) Grundherrschaft Gräfenberg
  - 1379–1417 die Burg Spiesmühle in Gräfenberg
  - 1469–???? das Schloss in Gräfenberg, Kirchplatz 8
  - 1477–1496 die Burg in Gräfenberg, Bahnhofstraße 11–21 (50 % – der andere Teil gehörte den Tetzel von Kirchensittenbach)
  - 1482–1540 den Herrensitz Walkersbrunn bei Gräfenberg
- 1354–1945 das Pfründnerhaus des Heilig-Kreuz-Pilgerspitals in St. Johannis (Nürnberg)
- 1365–1540 die Wasserburg Malmsbach bei Schwaig bei Nürnberg
- 1370–1647 Ziegelstein und Burg Ziegelstein
- 1374–1379 die Burg Schönberg in Lauf an der Pegnitz
- 1379–1503 die Burg Eschenau, Von-Muffel-Platz 1, 2 (50 % – der andere Teil gehörte den Muffel von Eschenau)
- 1381–1465 der Herrensitz Weiherhaus (Feucht)
- 1394–1848 (mit Unterbrechungen) Hausen (bei Forchheim)
- 1395–1463 die Burg Tennenlohe

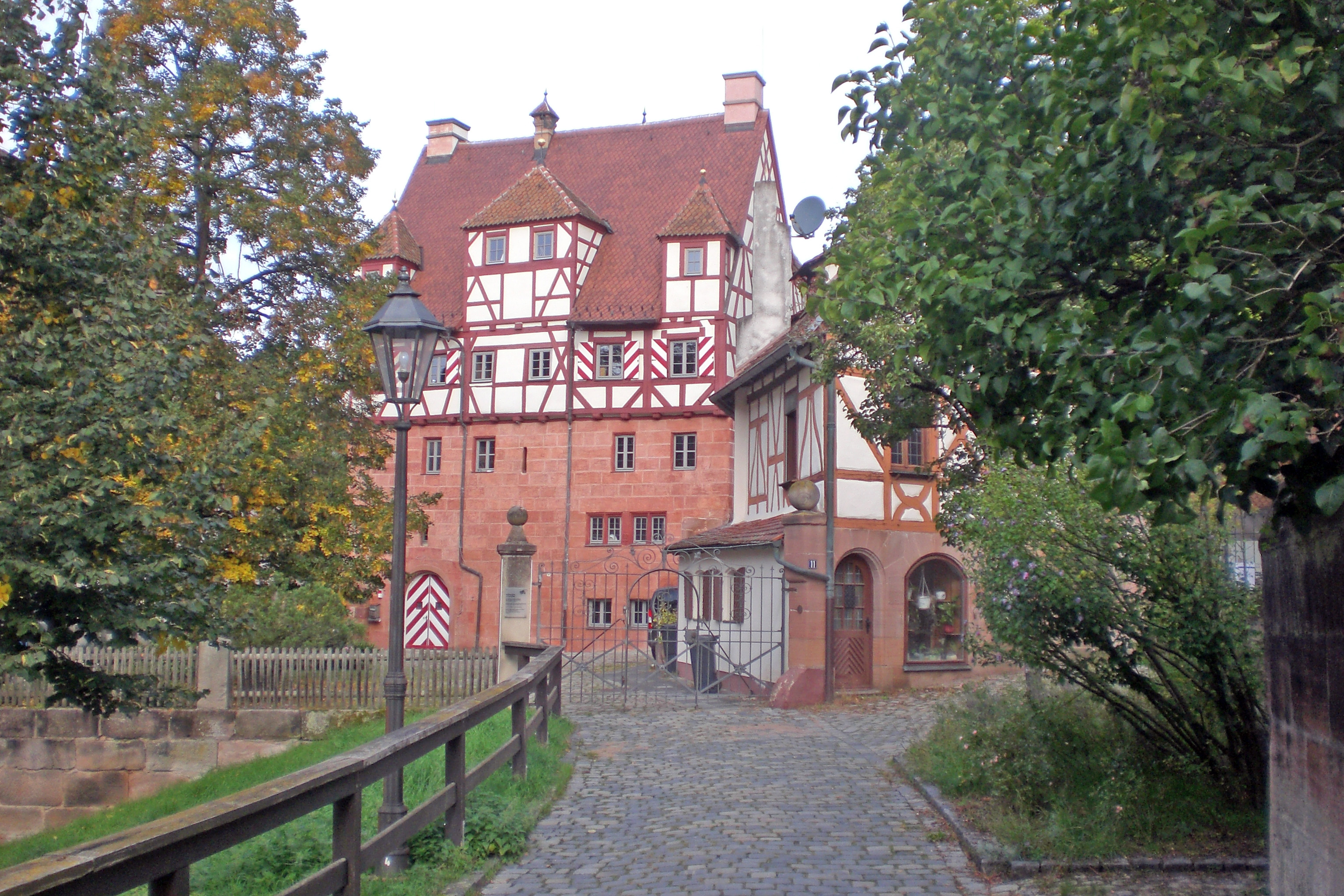
Hallerschloss Mögeldorf, ein Wohnturm des 13. Jahrhunderts, nach 1400 östlich erweitert und um 1500 mit Fachwerk aufgestockt.

- Hallerschloss Kalchreuth, 1395–1850 im Besitz der FamilieHallerschloss Puckenhof um 1860, 1462–1848 im BesitzHallerschloss Mögeldorf, ein Wohnturm des 13. Jahrhunderts, nach 1400 östlich erweitert und um 1500 mit Fachwerk aufgestockt.1395–1850 den Herrensitz Kalchreuth, Schlossplatz 4

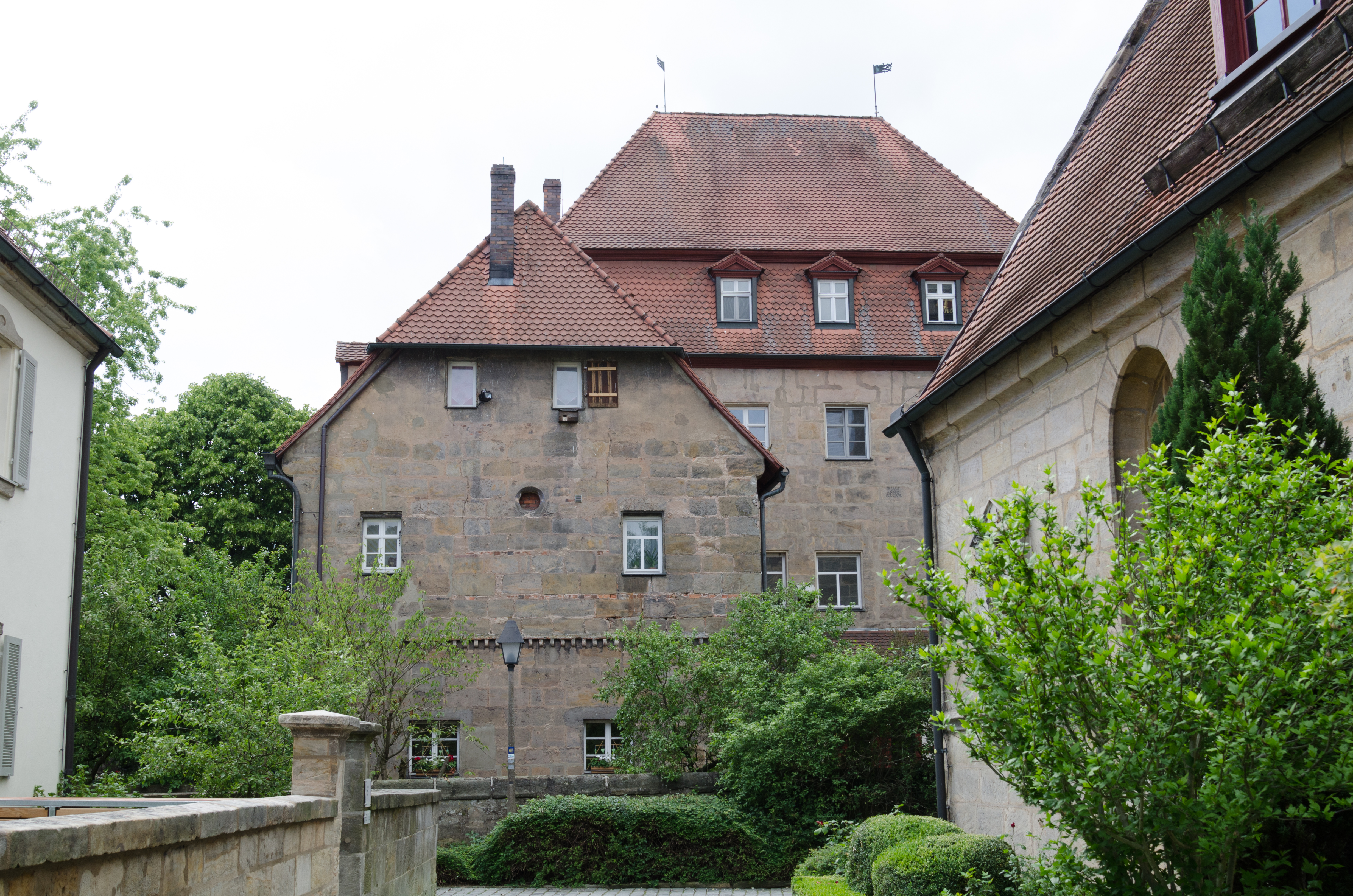
Hallerschloss Kalchreuth, 1395–1850 im Besitz der Familie

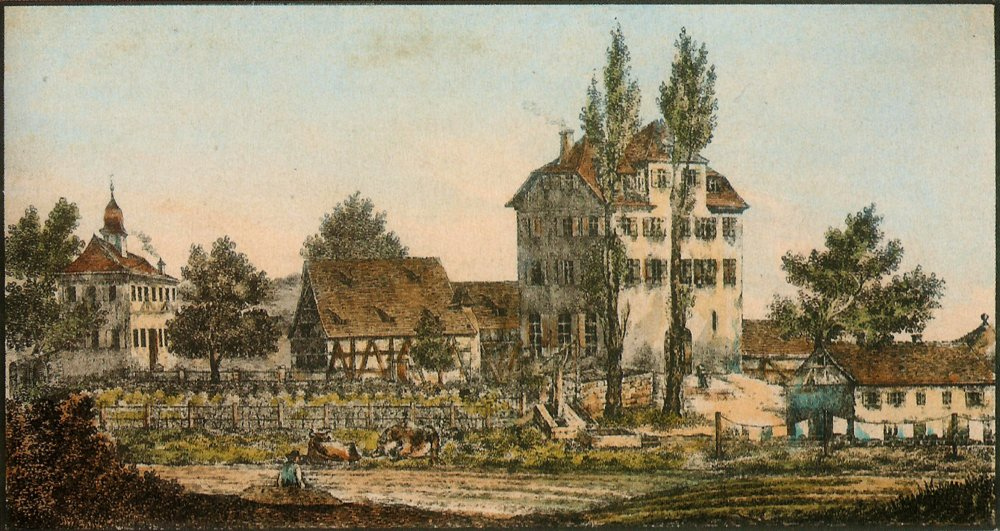
Hallerschloss Puckenhof um 1860, 1462–1848 im Besitz

  - 1592–1609 das Drachenschloss in Kalchreuth, Weißgasse 14
- 1450–1581 das Nassauer Haus in Nürnberg
- ????–um 1500 das Schloss Bruckberg
- 1462–1487 / 1501–1848 Schloss Puckenhof, nach Zerstörung 1552 ab 1564 neu aufgebaut
- 1491–1538 Glockenhof (früher: Galgenhof) in Nürnberg
- 1491–1529 den Herrensitz Hammerschloss Hirschbach in Hirschbach (Oberpfalz)
- 1492–1507 die Burg Hauseck bei Etzelwang
- 1492–1518 und 1566–1813 das Hallerschloß (Nürnberg) (auch Hallerweiherhaus in Ludwigsfeld (Nürnberg) genannt, 1945 zerstört)
- 1476–nach 1500 Gleißhammer I (Zeltnerschloß): Martha Haller gemeinsam Conrad Toppler, Steffan Pessler, Margaretha Tetzel (1504 niedergebrannt)
- 1501–1525 das „Haus zum goldenen Schild“ (Schildgasse 23) in Nürnberg (Stammhaus der Grundherr)
- 1523–1535 den Herrensitz Dormitz, Kirchenstraße 7
- Mögeldorf (neben 9 anderen Grundherren am Ort):
  - 1550–1571 das Cnopfsche Schloss in Mögeldorf
  - 1555–1652 das Hallerschloss in Mögeldorf
- 1570–1590 den Herrensitz Brand (Eckental)
- 1578–1651 den Herrensitz in Rasch bei Altdorf
- 1579–1672 / 1730–1766 das Schloss Grünsberg bei Altdorf
- 1579–1823 die Burg Prackenfels bei Altdorf
- 1582–1686 / 1747–1788 den Herrensitz in Altenfurt
- 1620–1678 das Schloss Kugelhammer in Röthenbach bei Sankt Wolfgang
- 1726–1750 das Schloss Holnstein (Lkr. Amberg-Sulzbach)[3]
- 1750–1820 der Herrenhof in Rückersdorf
- 1750–1811 das Tucherschloss in Happurg
- 1753–1807 das Rieterschloss Kornburg (als Administratoren der Rieter-Stiftung, 1812 verkauft)
- 1753–1776 das Schloss Steinach in Fürth (als Administratoren der Löffelholz-Stiftung)
- 1764–1817 die Burg Henfenfeld (als Administratoren der Pfinzing-Stiftung)
- 1766–1815 der Herrensitz Hallerschlösschen in Nuschelberg, Lauf an der Pegnitz
- 1774–1814 das Nützelschlösschen in Sündersbühl, Rothenburger Straße 119 (1943 zerstört)
- 1784–1825 die Burg Arch in Slowenien (von Franz Karl Baron Haller von Hallerstein erworben und restauriert)
- 1785–1859 den Herrensitz Bislohe
- 1793–1810 den Herrensitz Artelshofen (als Administratoren der Ebner-von-Eschenbach-Stiftung)
- ????–1664 das Schloss Rohensaas südlich von Höchstadt an der Aisch[4]

Bei den Haller von Raitenbuch ist eine Verwandtschaft jedoch unwahrscheinlich. Sie erscheinen mit dem kurpfälzischen Rat Wolf Haller, der 1572 Raitenbuch erwirbt; ein Johann Christoph Haller erscheint 1642 und nochmals 1674 in der oberpfälzischen Landsassenmatrikel. Zum Besitz gehörten:
- 1572–1628 das Schloss Raitenbuch
- 1660–1692 das Schloss Adlitz bei Marloffstein (Haller von Raitenbuch)[5]
- 1673–1790 das Rittergut Oberndorf (Möhrendorf) (Haller von Raitenbuch)[6]

### Stiftungen (Auszug)
- Heilig-Kreuz-Pilgerspital durch Berthold Haller
- Stiftung bedeutender Kunstwerke für St. Sebald und St. Lorenz sowie viele andere Kirchen in und um Nürnberg, darunter:
  - Halleraltar in der Sebalduskirche, Flügelaltar vom Meister des Tucheraltars (um 1440–1450)
  - Hallerfenster im Chor der Sebalduskirche; Stifter waren möglicherweise die Brüder Peter I. († 1369), Konrad I. († 1388, bei Vergabe der Fensterrechte im Jahr 1379 amtierender Bürgermeister), Bertold III. († 1391) und Ulrich III. († 1422, Ratsherr), die Söhne von Ulrich II. Haller († 1357).[7]
  - Hallerfenster im Langhaus der Sebalduskirche, nur in Resten erhalten; erneuert 1519/20 durch Konrad IV. Haller.[8]
  - Haller-Fenster in der Lorenzkirche (von 1480)
  - Hochaltar in der Sankt-Andreas-Kirche Kalchreuth, mit Tafeln aus der Werkstatt von Dürers Lehrherrn Michael Wolgemut und Holzschnitzarbeiten aus der Werkstatt des Veit Stoß (um 1498)
- Hallersche Familienstiftungen
- Hallersche Forschungsstiftung

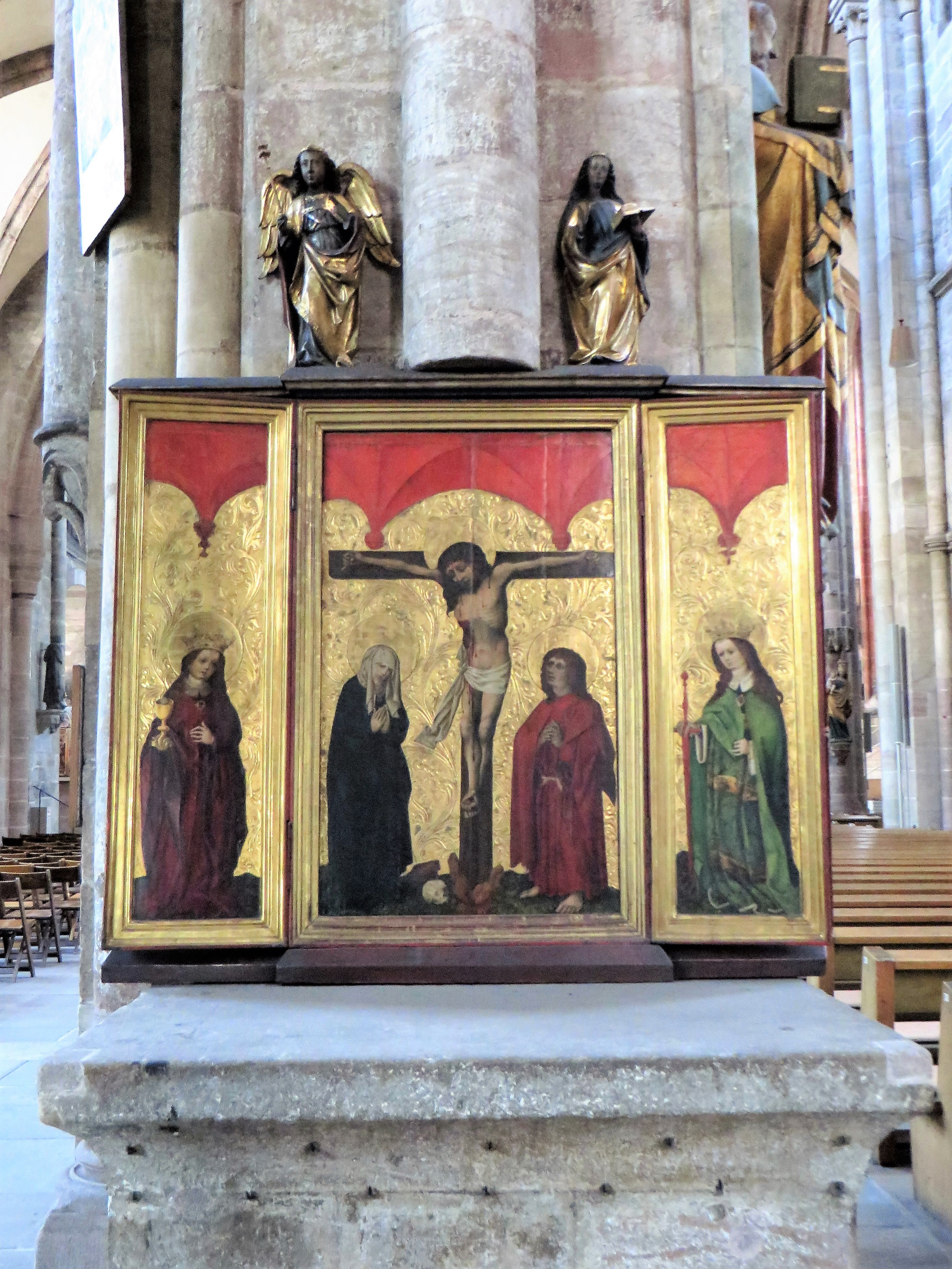
Halleraltar in der Sebaldskirche
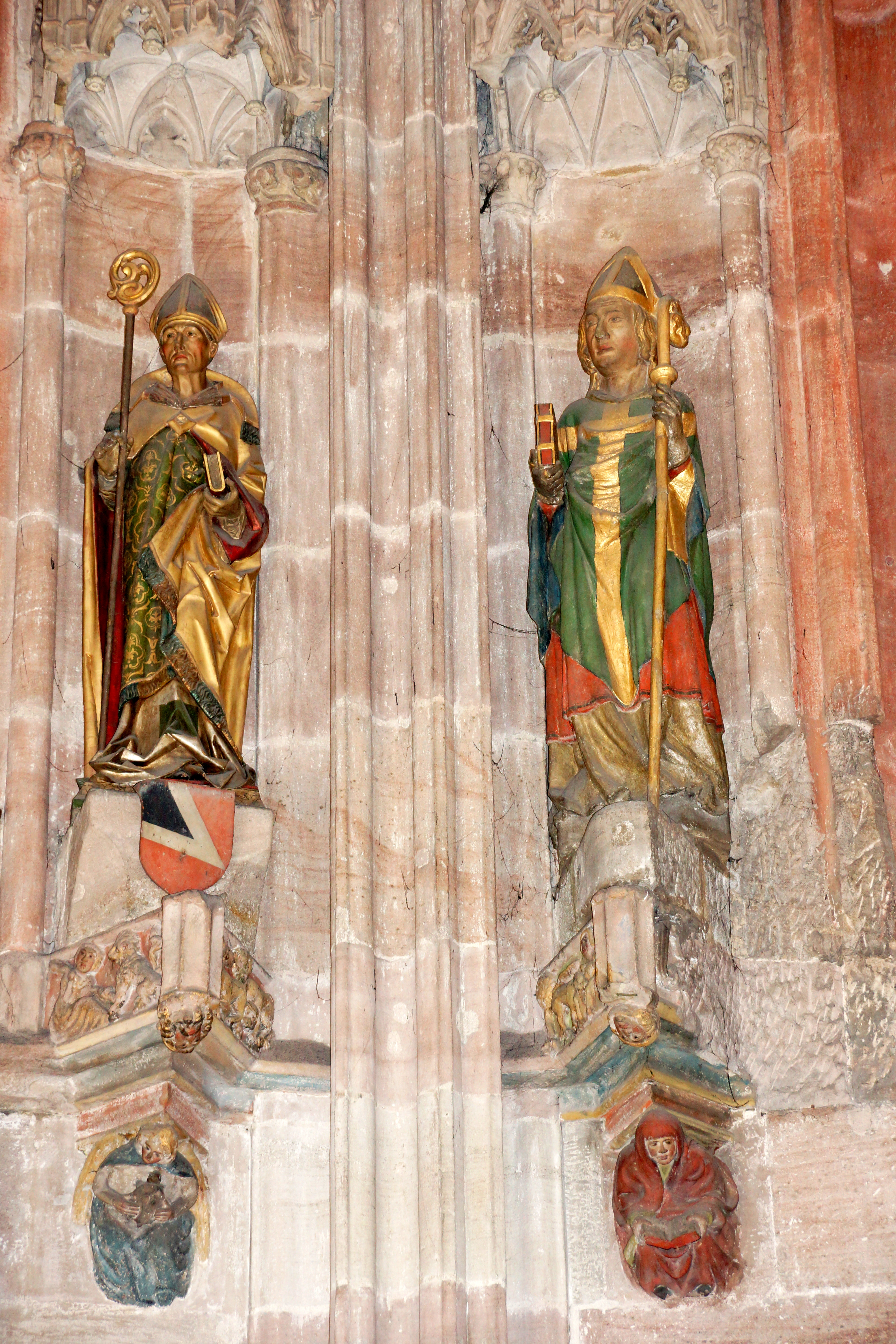
Statuen mit Stifterwappen, Sebaldskirche
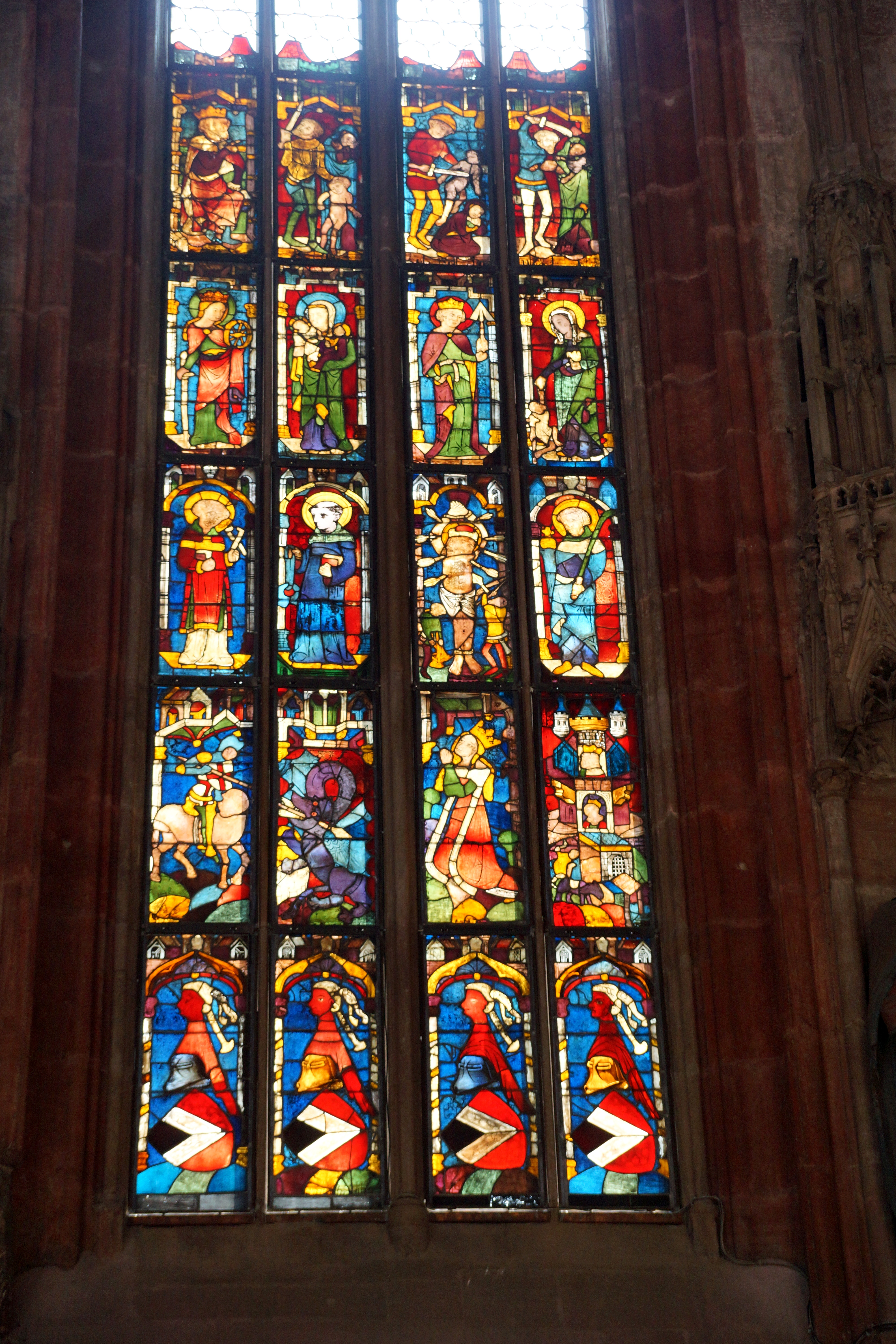
Haller-Fenster in der Sebaldskirche
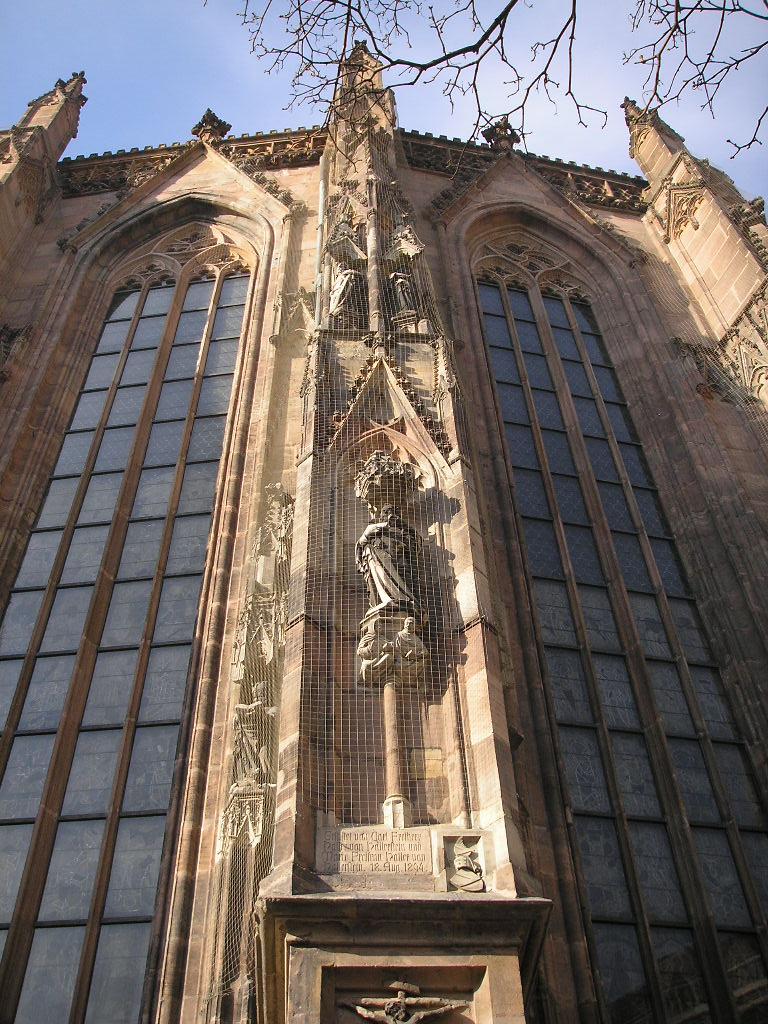
Stiftungsfigur am Chor der Sebaldskirche
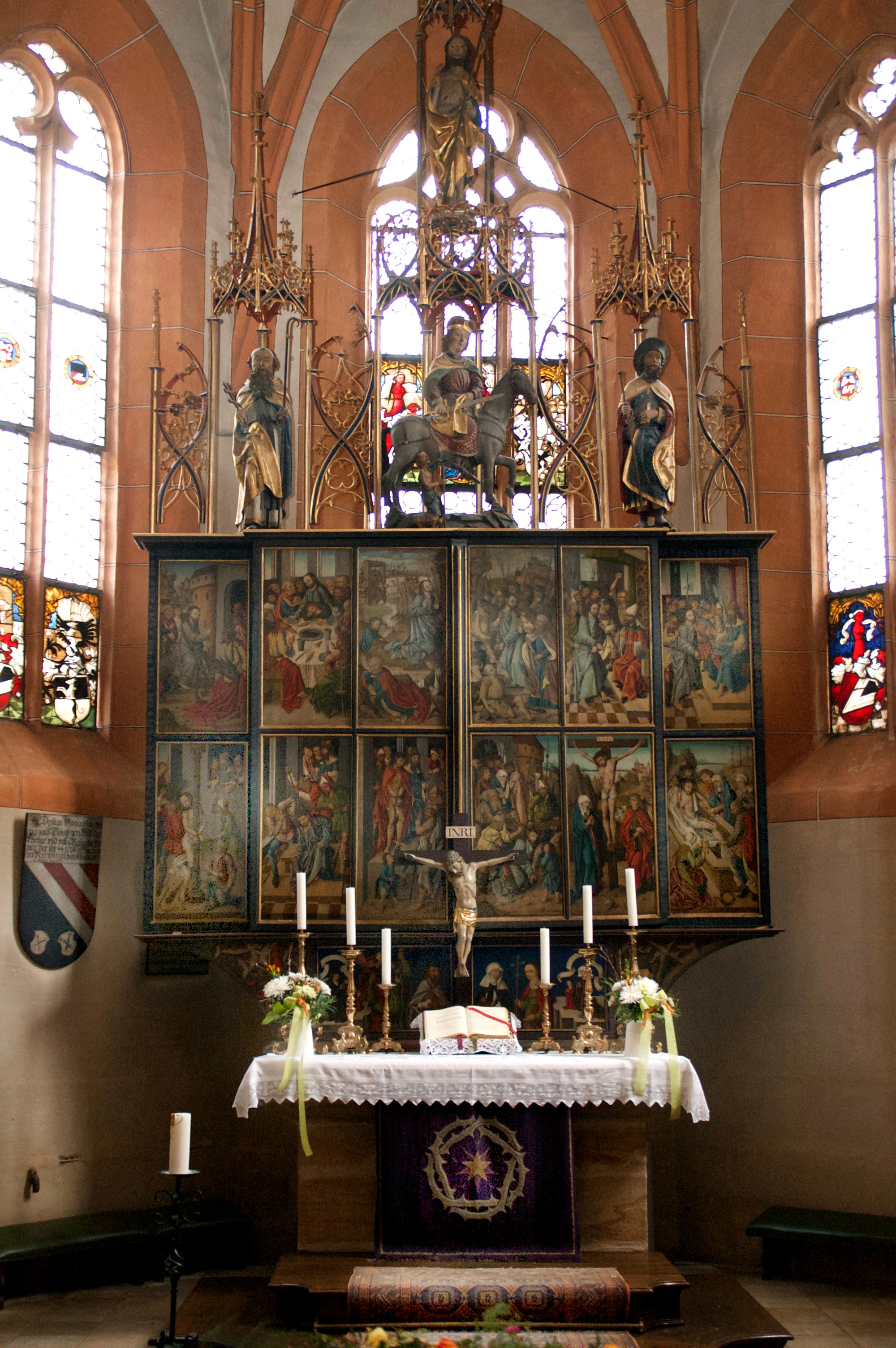
Sankt-Andreas-Kirche Kalchreuth, Hochaltar

## Wappen
- Das Stammwappen zeigt in Rot einen silbernen, schwarz gefüllten schrägrechten Sturzsparren. Auf dem Helm mit rot-silbernen Decken der Rumpf einer nackten Jungfrau (Maurin) mit langem schwarzen Zopf, fliegender silberner Stirnbinde und goldenen Ohrringen. (Auf späteren Wappen die Jungfrau zwischen zwei, in den Mündungen mit natürlichen Pfauenfedern bestückten, roten Büffelhörnern)
- Das gemehrte Wappen von 1528 ist geviert, Felder 1 und 4 zeigen das Stammwappen, 2 und 3 geteilt, oben in Rot eine gestürzte, eingebogene goldene Spitze, unten in Silber ein rechtshin schreitender zweischwänziger schwarzer Löwe (Hallerstein). Zwei Helme mit rechts rot-silbernen, links rot-goldenen Decken; auf dem rechten der Rumpf einer nackten Jungfrau (Maurin) mit langem schwarzen Zopf, fliegender silberner Stirnbinde und goldenen Ohrringen, zwischen zwei in den Mündungen mit natürlichen Pfauenfedern besteckten roten Büffelhörnern (=Stammhelm) auf dem linken mit schwarz-silbernem Wulst eine fünfendige naturfarbene Hirschgeweihstange und ein von Rot und Silber geteilter Flügel, in dessen oberer Hälfte die gestürzte goldene Spitze.

- Das Wappen von 1790 ist geviert und belegt mit goldenem Herzschild, darin ein schwarzer Doppeladler mit über ihm schwebender Reichskrone. Felder 1 und 4 das Stammwappen, 2 und 3 geteilt, oben in Rot eine gestürzte, eingebogene goldene Spitze, unten in Silber ein rechtshin schreitender zweischwänziger schwarzer Löwe (Hallerstein). 3 Helme mit rechts dem Stammhelm, auf dem mittleren der Adler mit der Reichskrone des Herzschildes, auf dem linken mit schwarz-silbernem Wulst eine fünfendige naturfarbene Hirschgeweihstange und ein von Rot und Silber geteilter Flügel, in dessen oberer Hälfte die gestürzte goldene Spitze. Schildhalter: Zwei widersehende goldene Löwen.
- Das Wappen der Grafen Haller von Hallerstein (oder Haller de Hallerkeö) in Siebenbürgen (1713): Quadrierter Schild; 1 und 4 in Rot ein rundes silbernes Becken. 2 und 3 in Gold zwei der Länge nach nebeneinandergestellte, oben mit den Spitzen auswärts gekrümmte schwarze Steinbockshörner. Auf der Grafenkrone erheben sich zwei gekrönte Helme. Auf dem rechten steht das silberne Becken des 1. und 4. Feldes, auf dem linken eine von den schwarzen Hörnern des 2. und 3. Feldes beseitete, silberne gekrönte Säule, welche mit drei Straußenfedern, rot, schwarz, rot, besteckt ist. Die Helmdecken sind rechts rot und silbern, links schwarz und golden.[9]

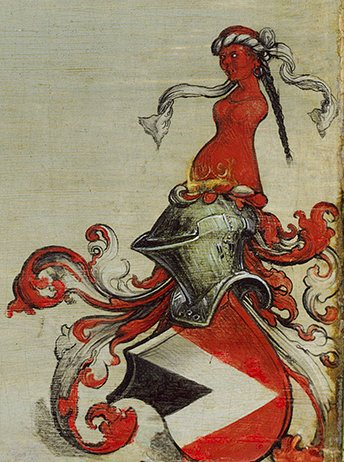
Stammwappen, von Albrecht Dürer auf der Haller-Madonna um 1496, hier spiegelverkehrt abgebildet, dort dem Wappen der Ehefrau zugewandt.
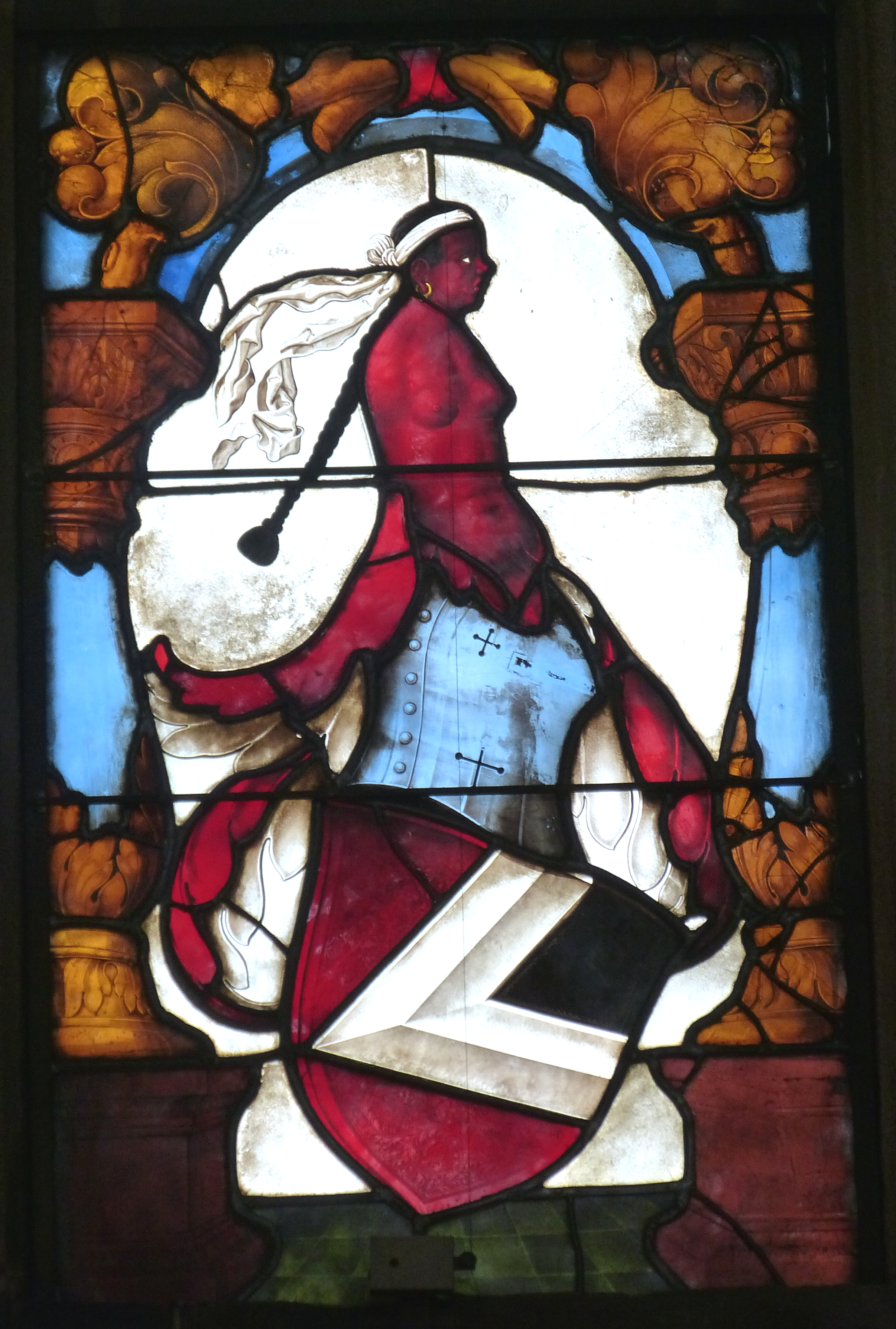
Fenster in der Lorenzkirche (1480)
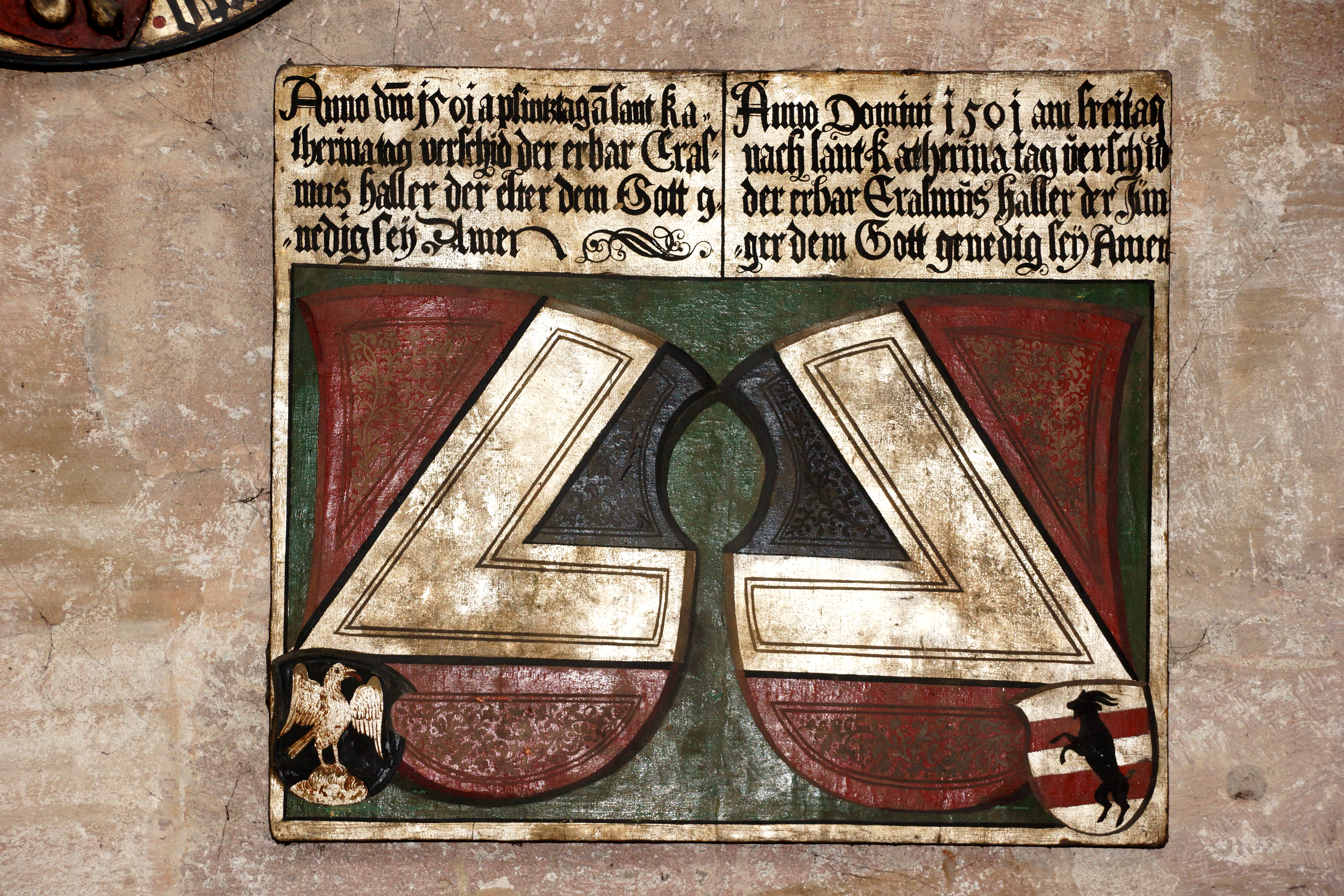
Epitaph von 1501 in der Sebalduskirche (für Erasmus Haller d.Ä und d.J.)
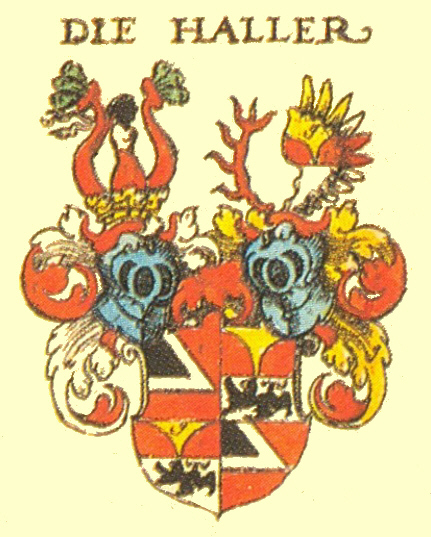
Das gemehrte Wappen der Haller von Hallerstein (1528) in Siebmachers Wappenbuch von 1605
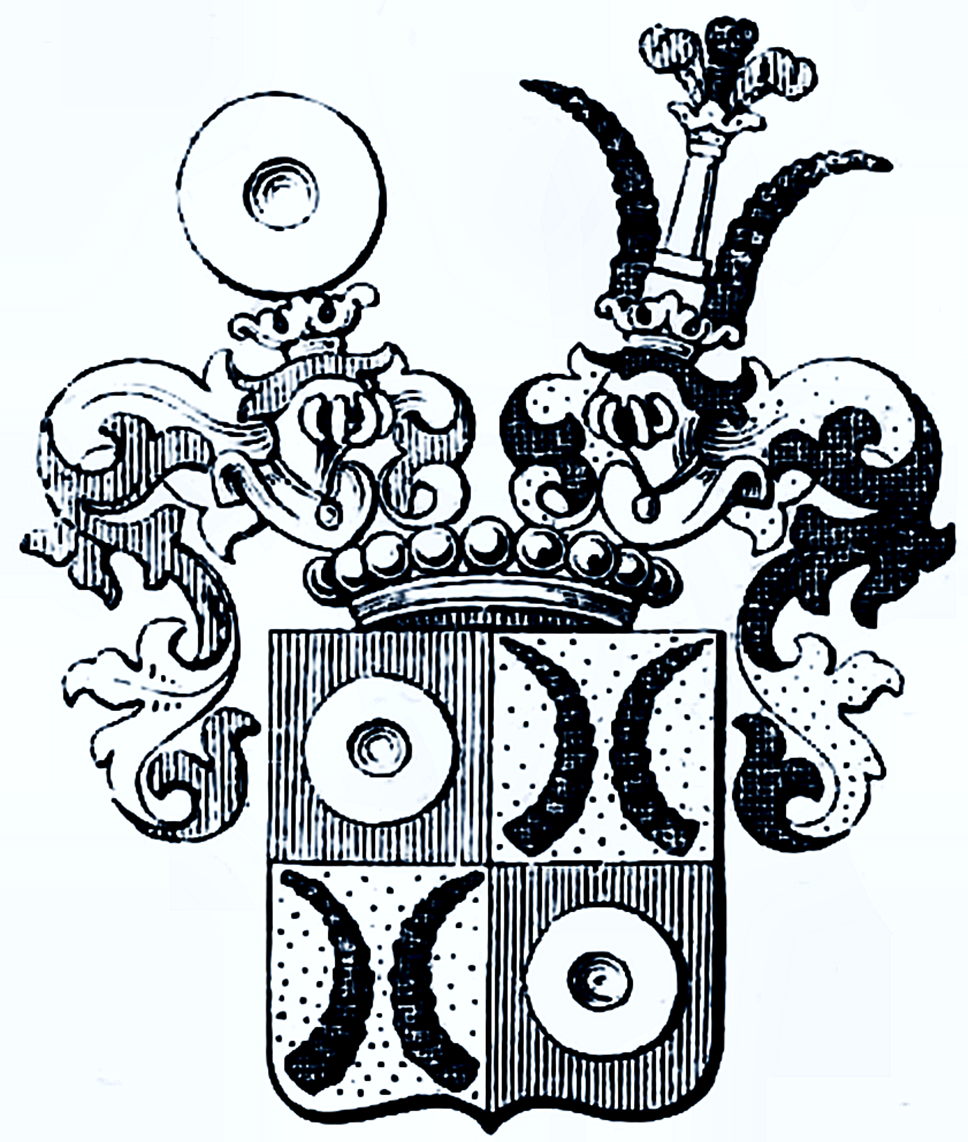
Wappen der Grafen Haller von Hallerstein in Siebenbürgen (1713)
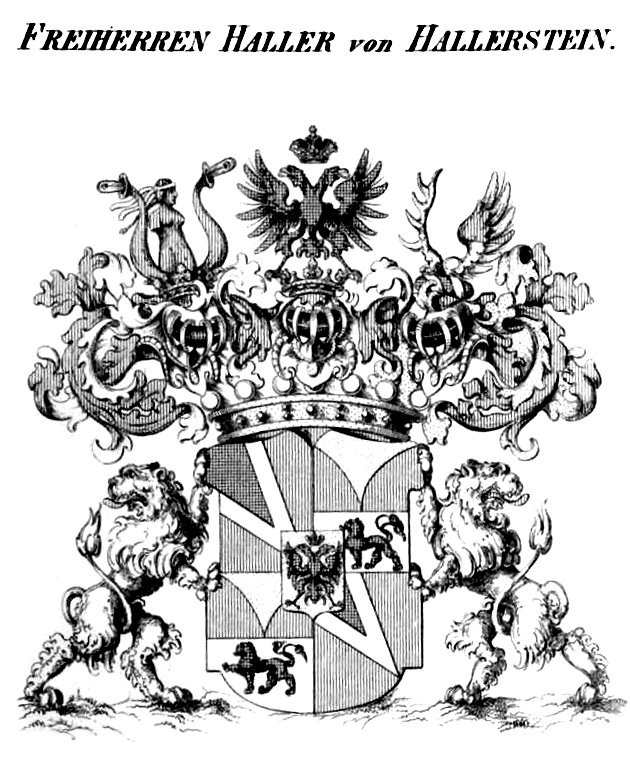
Wappen der Freiherren Haller von Hallerstein (1790) in Tyroffs Wappenbuch

## Bekannte Familienmitglieder

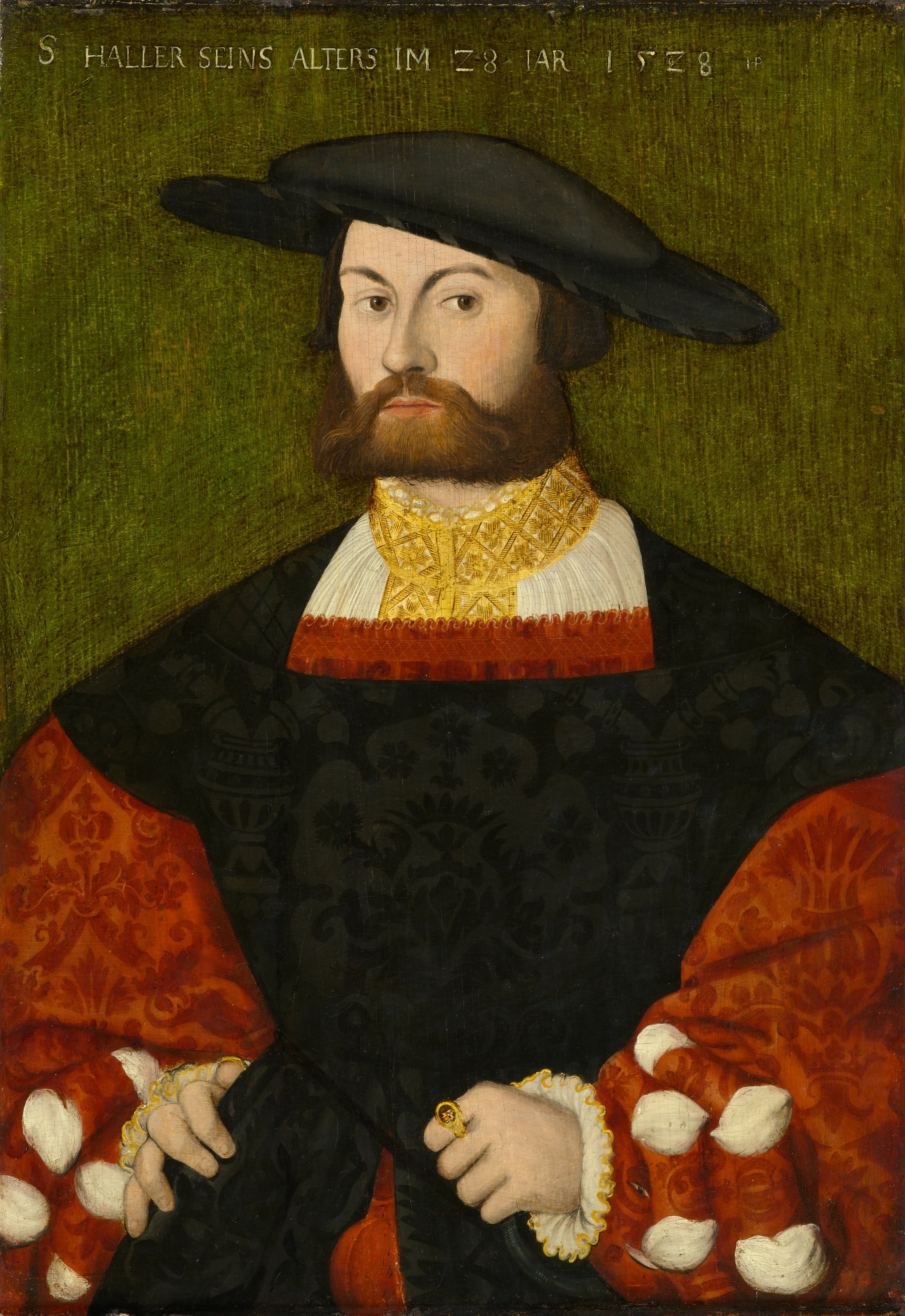
Sebald Haller von Hallerstein, (1500–1558), Rat Kaiser Karls V. (von Hans Brosamer, 1528)

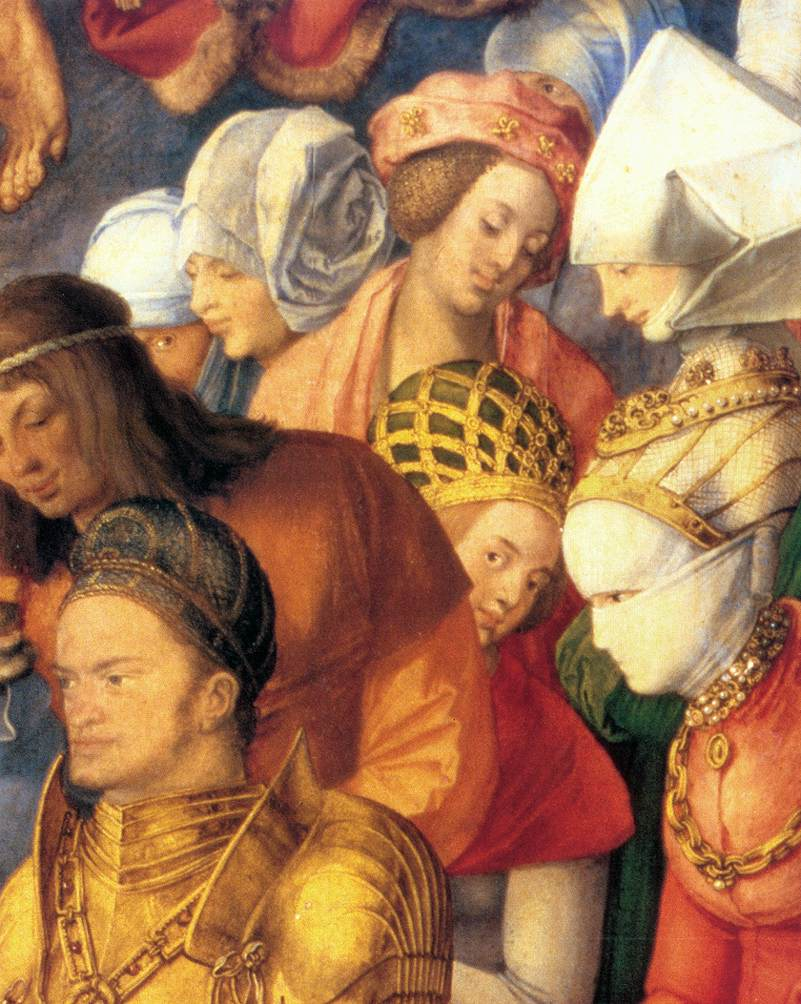
Wilhelm Haller (im goldenen Harnisch) auf dem Landauer Altar von Albrecht Dürer, 1511

- Ulrich Haller (um 1255–1324/5), Nürnberger Consul[10]
- Bertold Haller (?–1379), Finanzier Karls IV.
- Wilhelm Haller von Hallerstein († 1504), politischer Berater des Herzogs Karl des Kühnen von Burgund
- Ruprecht (II.) Haller (1452–1513), Begründer einer heute noch existierenden Nebenlinie der Haller in Ungarn (Haller de Hallerkeö) – 1713/53 in den dortigen Grafenstand erhoben.
- Bartholomäus Haller von Hallerstein (1486–1551), Reichsschultheiß von Frankfurt am Main, Sekretär der Königin Maria von Ungarn
- Wilhelm Haller von Hallerstein (1478–1534), Astronom
- Hieronymus Haller (?–1519), Freund von Konrad Celtis, Zahlmeister („Reichspfennigmeister“) Karls V.
- Wolf Haller von Hallerstein (1492–1559), Rat und Reichspfennigmeister Karls V., auf Mögeldorf
- Sebald Haller von Hallerstein (1500–1558), Rat Karls V.
- Ruprecht Haller von Hallerstein († 1560), kaiserlicher Rat, Truchseß und Kriegskommissar der Niederlande[11]
- Christoph Haller von Hallerstein (?–1581), Rat Karls V., auf Ziegelstein, erwirbt Sparneck und Waldstein
- Reichard Haller von Hallerstein (1551–1622), Jesuit, Beichtvater Philipps III. von Spanien
- Stephan (István) Graf Haller von Hallerstein (Hallerkeö) (16xx–1710), Gubernator von Siebenbürgen 1709–1710
- Georg Burckhard Haller von Hallerstein, (1658–1711), Bürgermeister, Pfleger der Mendelschen Zwölfbrüderstiftung
- Johann Sebastian Haller von Hallerstein (1684–1745), Generalfeldmarschallleutnant des Fränkischen Reichskreises
- August(in) Haller von Hallerstein (1703–1774), Missionar in China aus einer Nebenlinie der Nürnberger Haller
- Johann (János) Graf Haller von Hallerstein (Hallerkö, † 1756), Gubernator von Siebenbürgen 1734–1755
- Christoph Joachim Haller von Hallerstein (1723–1792), Jurist, 1745 Kronkavalier bei der Krönung von Kaiser Franz I., ab 1750 Bayerischer Geheimrat, ab 1786 Oberalmospfleger sowie Kurator der Universität Altdorf
- Johann Sigmund Haller von Hallerstein (1723–1805), Reichsschultheiß von Nürnberg
- Johann Georg Haller von Hallerstein (1773–1852), Feldmarschallleutnant und Retter der Reichskleinodien vor der französischen Revolutionsarmee[12]
- Johann Carl Haller von Hallerstein (1774–1817), Architekt und einer der ersten deutschen Archäologen in Griechenland
- Franz Graf Haller von Hallerkeö (1796–1875), österreichischer General und Ban von Kroatien
- Adalbert Haller von Hallerstein (1854–1914), Zoologe
- Sigmund Haller von Hallerstein (1861–1936), Arzt und sozialdemokratischer Politiker
- Helga Haller von Hallerstein (1927–2017), Modedesignerin, Übersetzerin und Politikerin, Mitglied des Europäischen Parlamentes
- Wilhelm Freiherr Haller von Hallerstein  geb. Trey (* 1952), deutscher Bankmanager

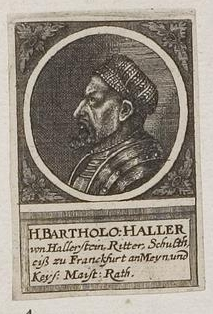
Bartholomäus Haller von Hallerstein (1486–1551), Reichsschultheiß zu Frankfurt, Sekretär der Königin Maria von Ungarn
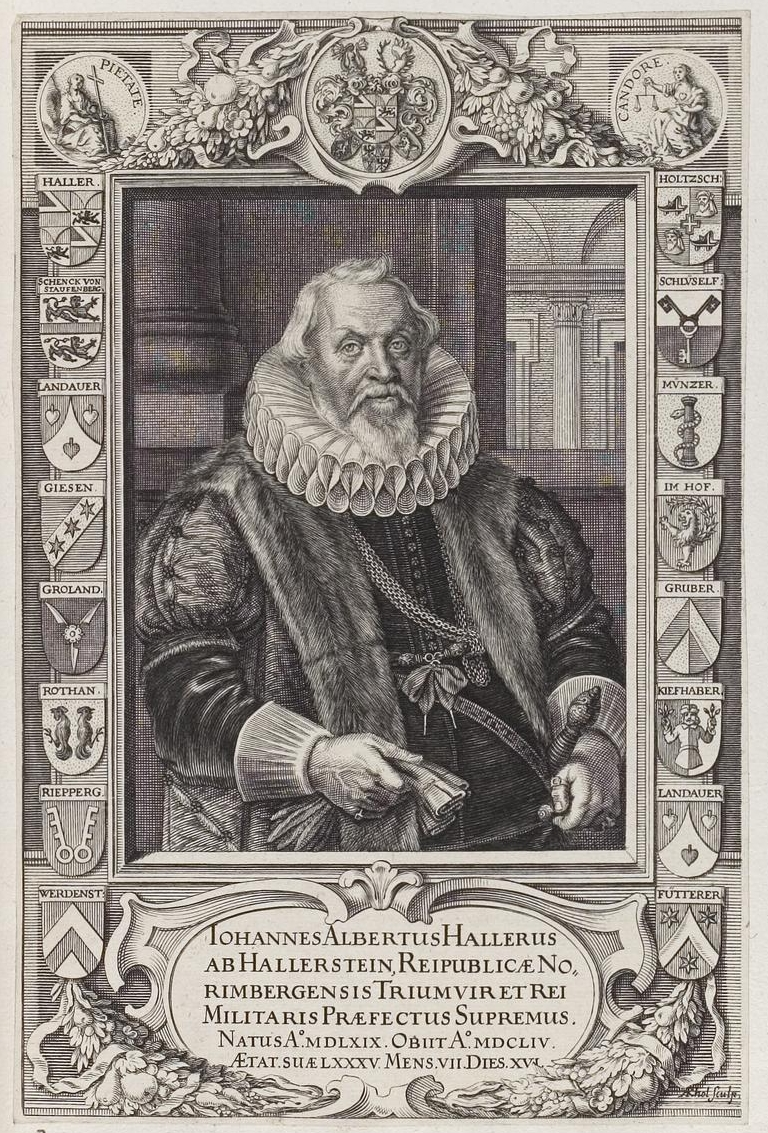
Johann Albrecht Haller von Hallerstein (1569–1654), Ratsherr, Stadthauptmann, Pfleger der Mendelschen Zwölfbrüderstiftung
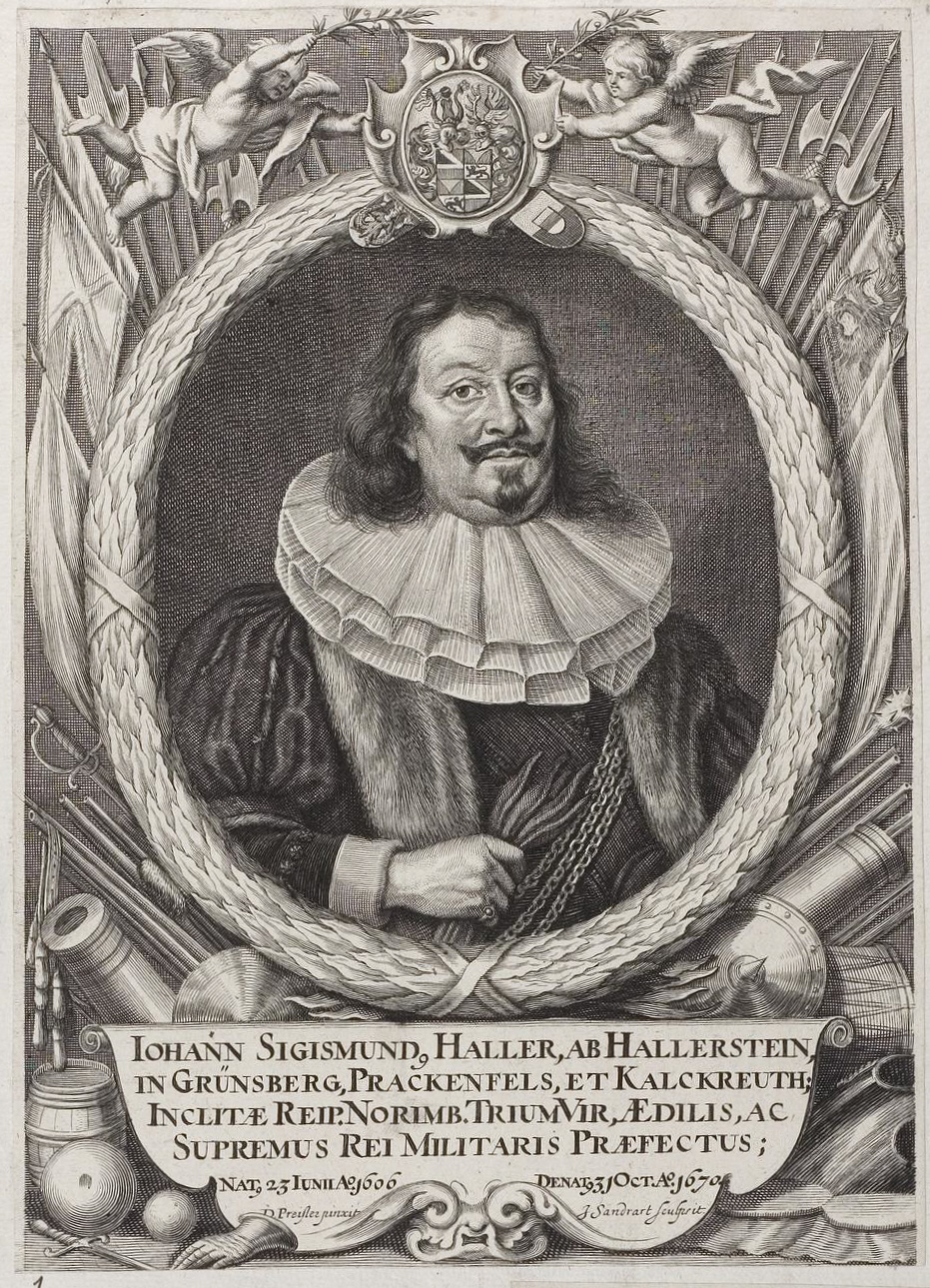
Johann Sigmund Haller von Hallerstein (1606–1670), Ratsherr, Stadthauptmann, Losunger
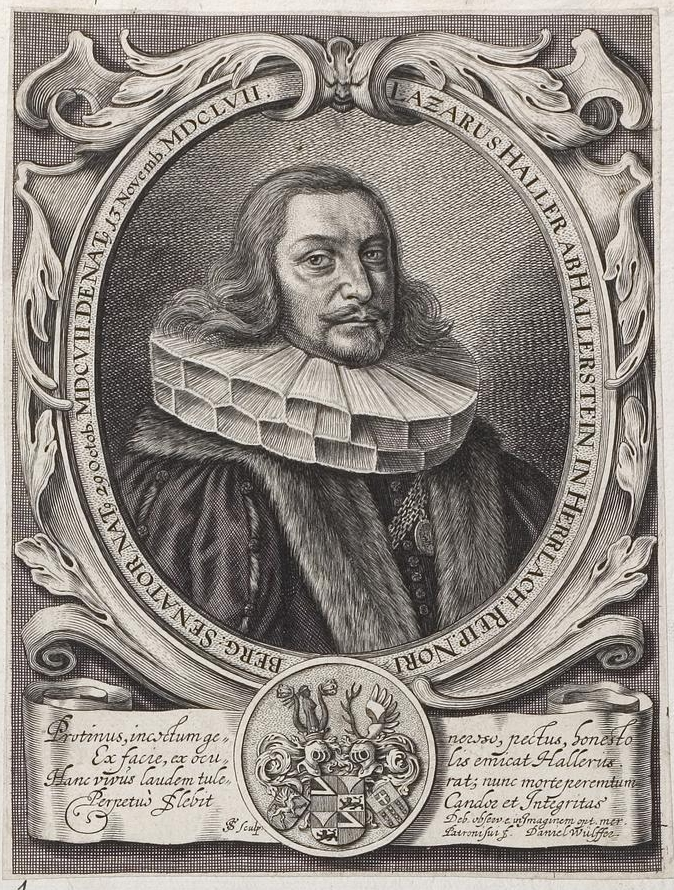
Lazarus Haller von Hallerstein (1607–1657), Ratsherr
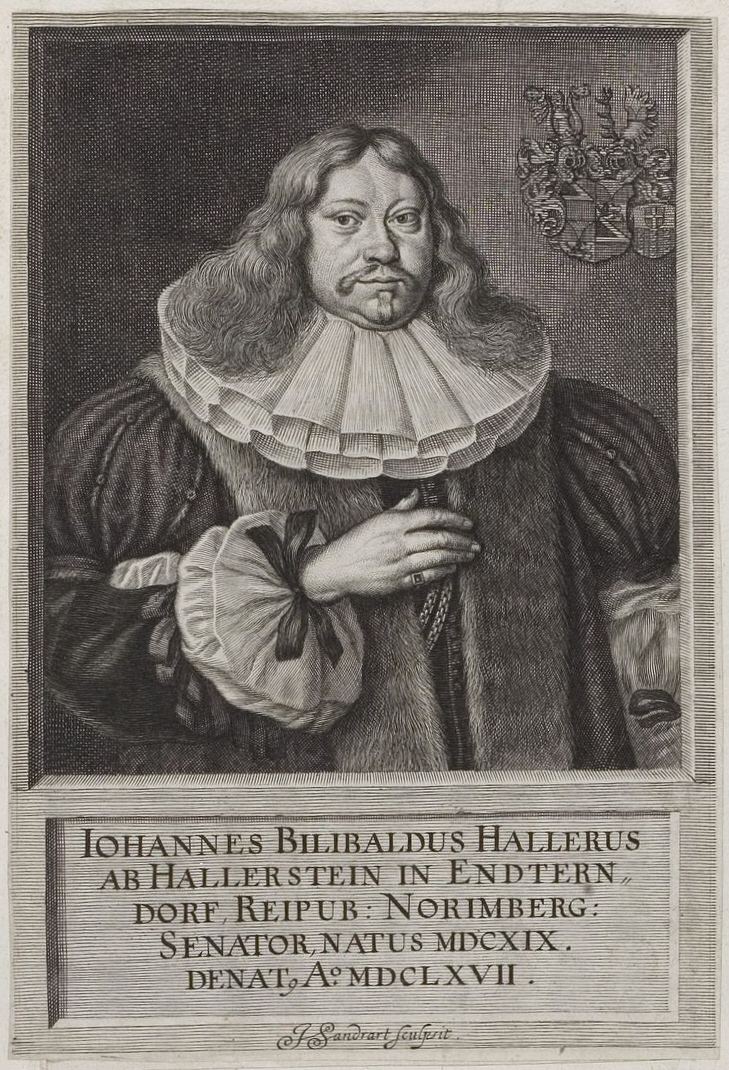
Johann Willibald Haller von Hallerstein (1619–1667), Ratsherr
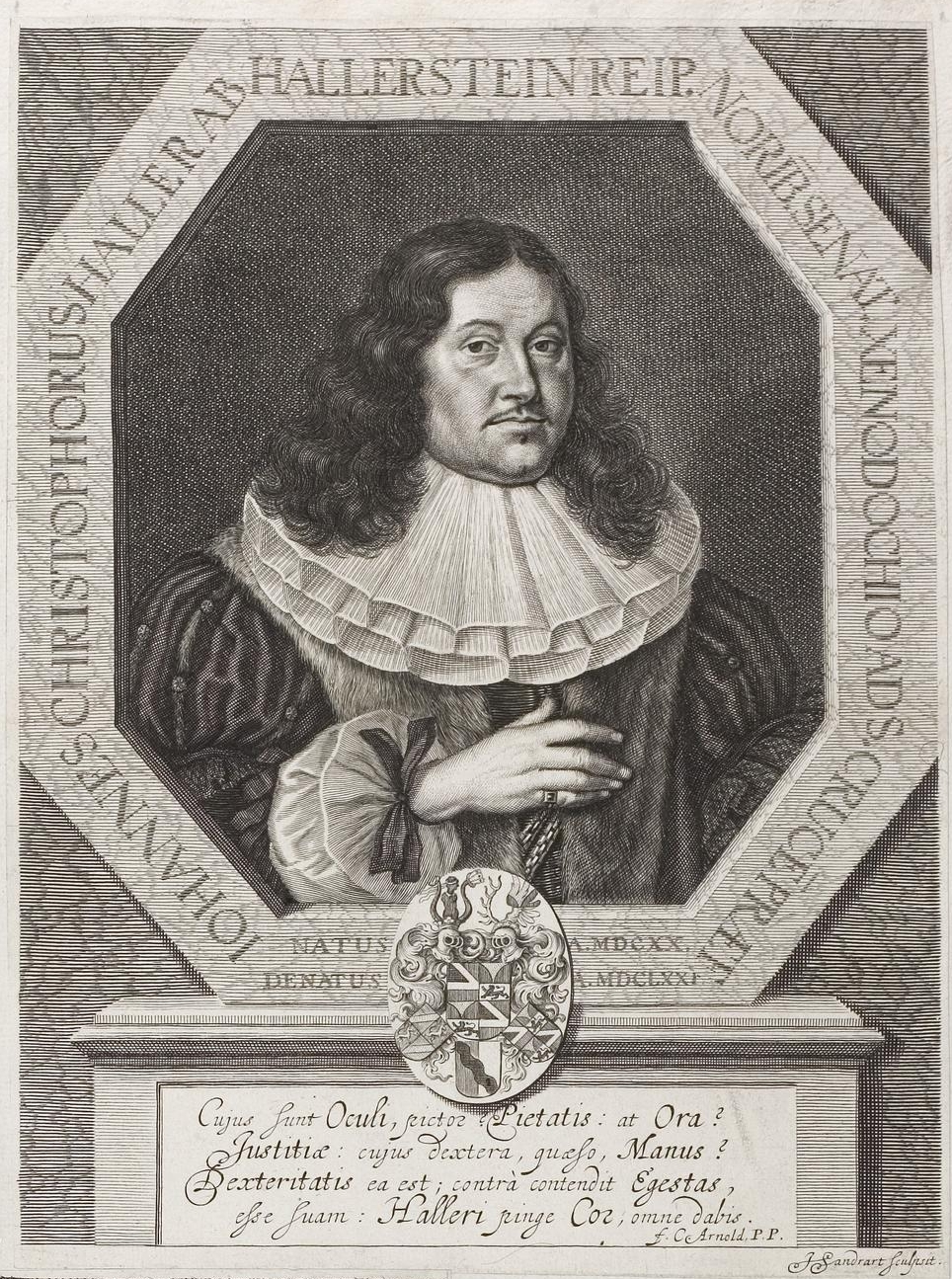
Johann Christoph Haller von Hallerstein (1620–1671), Pfleger des Spitals zum Hl. Kreuz
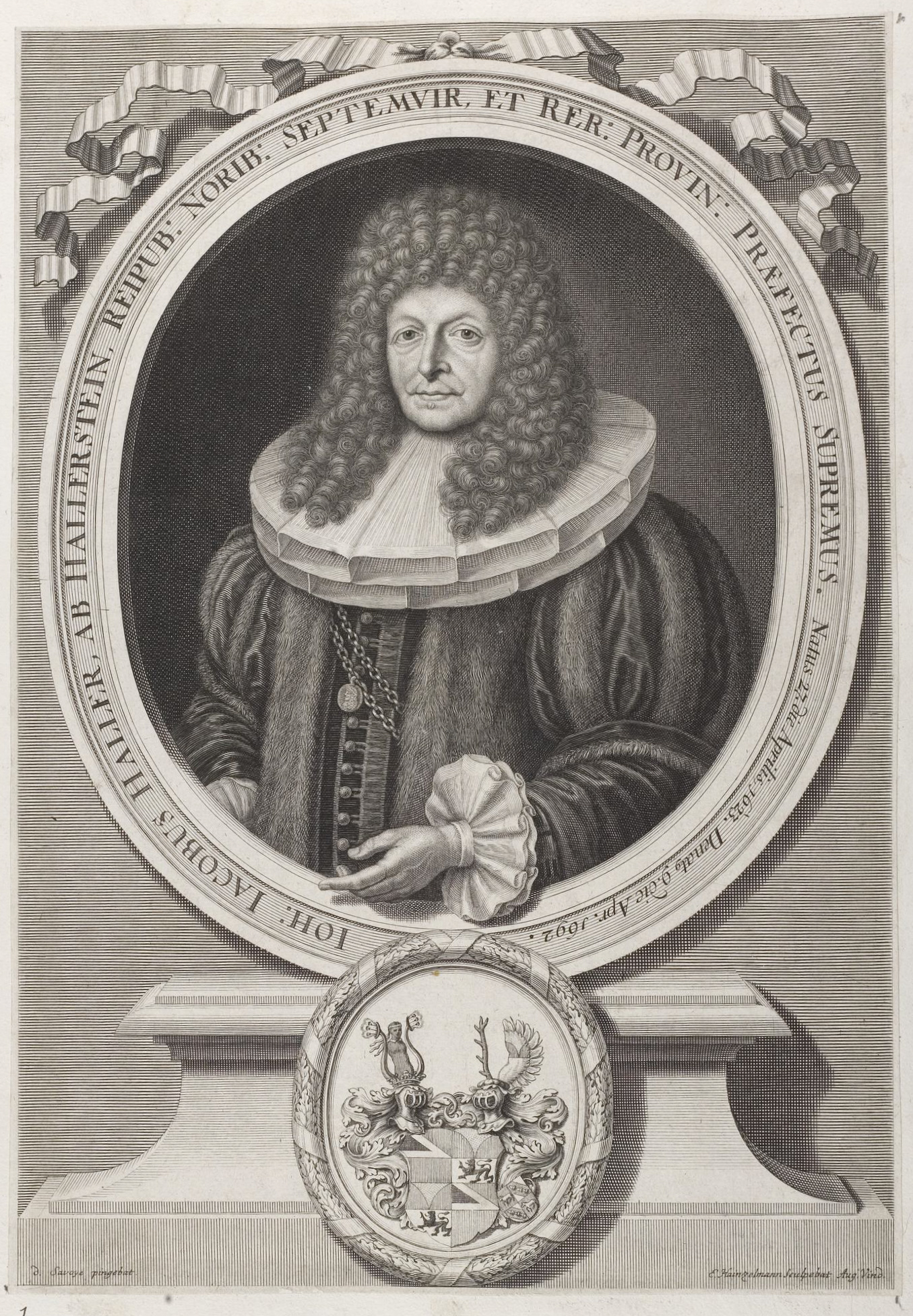
Johann Jakob Haller von Hallerstein (1623–1692), Septemvir, Präfekt der Nürnberger Provinzen
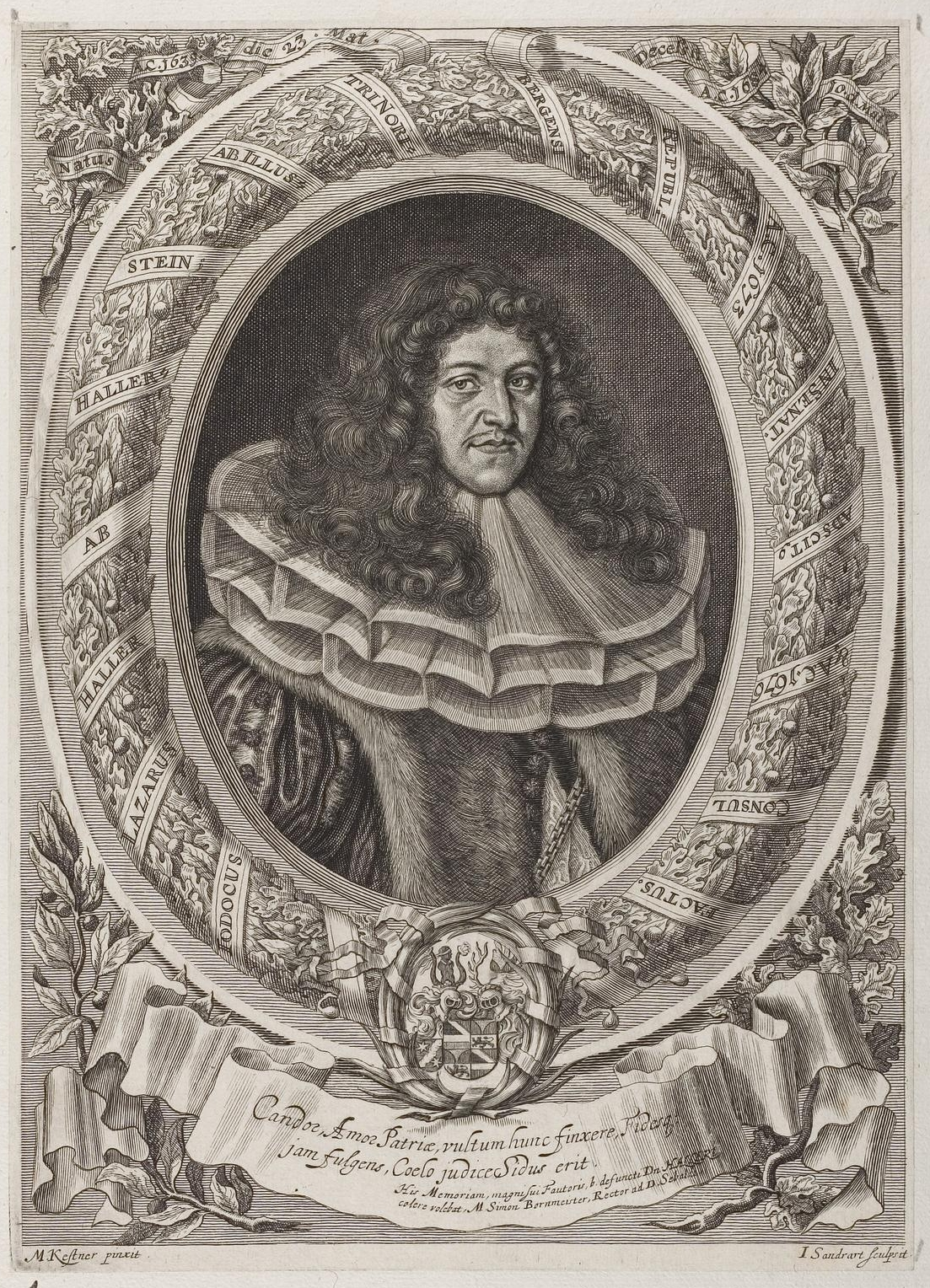
Jobst Lazarus Haller von Hallerstein (1639–1684), Ratsherr, Jüngerer Bürgermeister
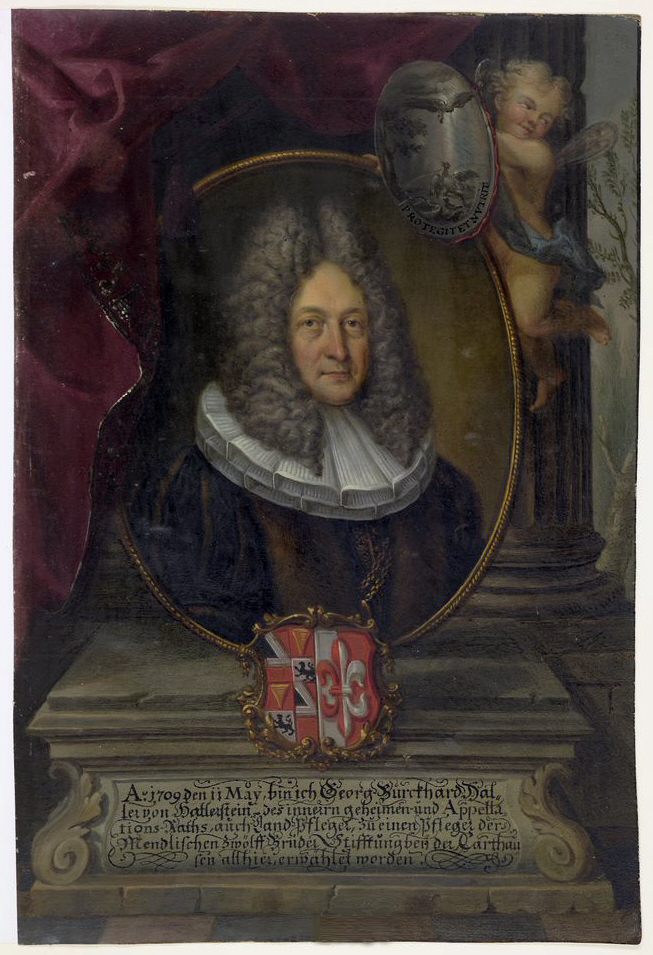
Georg Burckhard Haller von Hallerstein, (1658–1711), Ratsherr, Bürgermeister, Pfleger der Mendelschen Zwölfbrüderstiftung
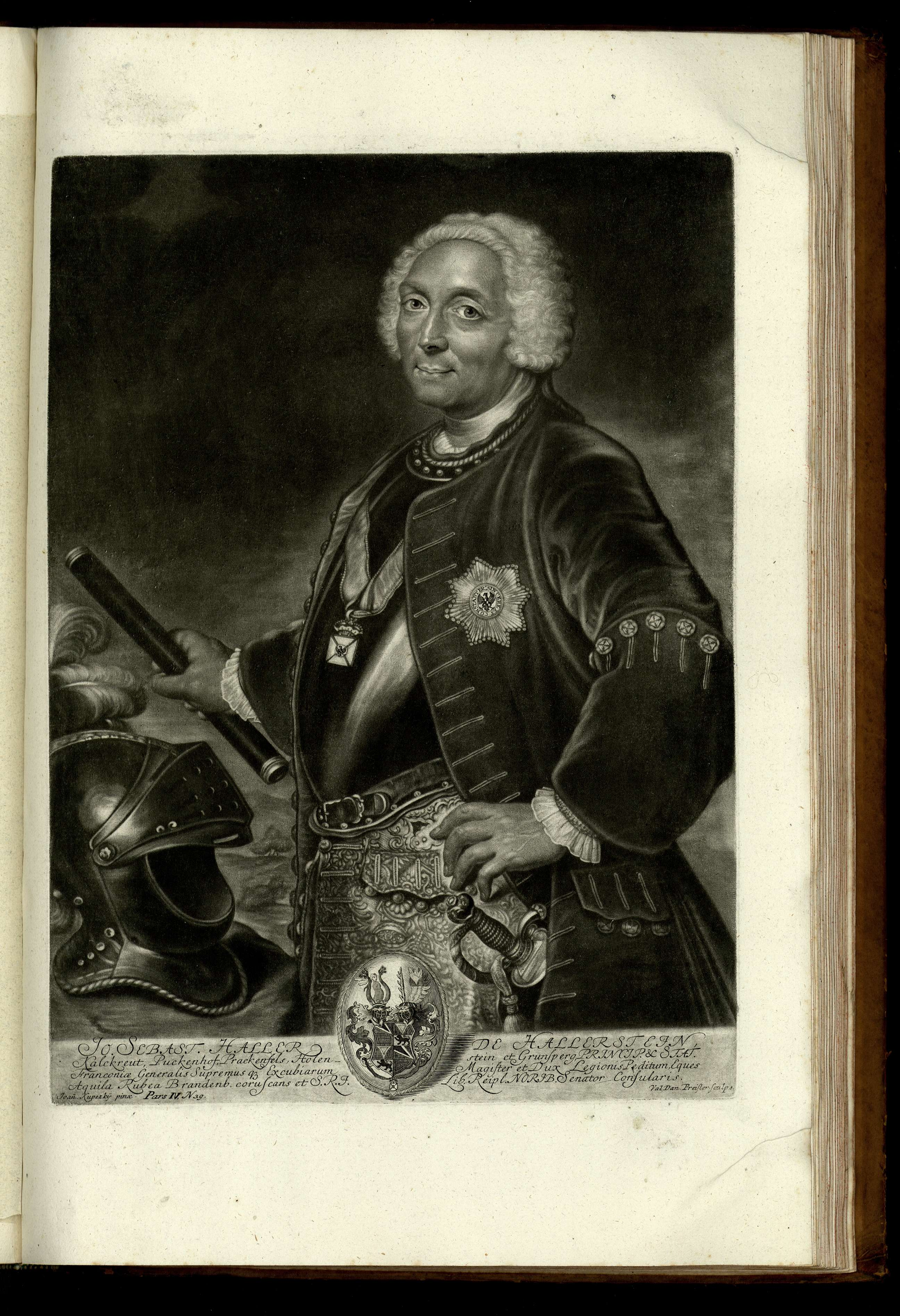
Johann Sebastian Haller von Hallerstein (1684–1745), Ratsherr, Generalfeldmarschall des Fränkischen Reichskreises

## Ungarisch-siebenbürgische Linie

Das Wappen der ungarischen Haller wurde mit dem des Nürnberger Hauptstamms geviert.

Ruprecht Haller (1452–1513) ging nach Buda in Ungarn und erhielt 1489 ein Patent, wonach er und seine Nachfolger ungarische Waren für bis zu 4.000 Forint für den Export kaufen durften. Er wurde später Rat König Ludwigs von Böhmen und Ungarn und schließlich dessen oberster Richter. Er hatte fünf Söhne und begründete eine bis heute bestehende Nebenlinie der Haller im Königreich Ungarn sowie vor allem in Siebenbürgen, die teilweise den Namen Hallerstein ins Ungarische abwandelte („Haller de Hallerkeö“). Sein Sohn János unterhielt eine Münzprägeanstalt in Preßburg. Ungefähr zur gleichen Zeit lebten noch zwei weitere Haller in Ungarn, Bertalan in Pest und Konrad in Kassa, deren Nachfahrenschaft aber schon in der nächsten Generation erlosch.
Mit Peter Haller ging ein Zweig nach Sibiu in Siebenbürgen. Sie behielten ihre ungarische Identität, doch dienten sie den protestantischen Siebenbürger Wahlfürsten, die ebenfalls meist Ungarn waren, und erwarben dort umfangreichen Grundbesitz. Peters Sohn Gábor Haller I. (1558–1608) schloss sich Stephan Báthory an, der 1571 zum Fürsten von Siebenbürgen gewählt wurde. Nach dessen Wahl zum polnischen König 1576 überließ er seinem Bruder Christoph Báthory Siebenbürgen. Christophs Frau war die Schwester von Gábor Hallers Frau Ilona Bocskai. Christophs Sohn und Nachfolger Sigismund Báthory war Haller feindlich gesinnt, doch überließ er Siebenbürgen 1599 seinem Verwandten, Kardinal Andreas Báthory. Nach den Wirren um den Woiwoden Mihai Viteazul wurde 1605 Stephan Bocskai (1557–1606) zum Fürsten gewählt, ein leidenschaftlicher Verteidiger der Reformation. Da Gábor Haller, Anhänger der unitarischen Konfession, dessen Wahl entscheidend gefördert hatte, belohnte ihn Bocskai mit Geld und Ämtern. Unter dem nachfolgenden Fürsten Sigismund Rákóczi I. wurde Haller Stadtrat, Hauptmann der Festung Fogaras und Burggraf im Komitat Klein-Kokelburg (Kuküllo). Er starb 1608 auf seinem Schloss Fehéregyháza.
Stefan (István) Haller I. (1591–1657) war in den Wirren des Dreißigjährigen Krieges ein Vertrauter der anti-habsburgischen protestantischen Fürsten Gabriel Bethlen und Georg I. Rákóczi. Er wurde ebenfalls Burggraf in Kokelburg sowie General und Parlamentspräsident. Er war an der Anbahnung der Ehe Bethlens mit Katharina von Brandenburg beteiligt. In Kerelőszentpál ließ er 1610 ein neues Schloss erbauen. Er setzte sich für Toleranz gegenüber Katholiken ein. Er hinterließ drei Söhne: Paul II., Gábor und Johann II.
Gábor Haller II. (1614–1662), ein Sohn von Stefan Haller I., kam als Page an den Hof der Fürstin Katharina, Gemahlin des Fürsten Gabriel Bethlen, und studierte dann ab 1630 an der Viadrina in Frankfurt/Oder. 1630 konvertierte zur reformierten Religion und ging zum Studium an die Universität Leiden, eine Hochburg des Calvinismus. Unter dem calvinistischen Fürsten Georg I. Rákóczi und dessen Sohn Georg II. machte er Karriere in der Justiz und beim Militär. Nach dessen Niederlage geriet er in türkische Gefangenschaft. Erst 1660 freigelassen, betrachtete ihn der von den Türken eingesetzte Fürst Michael I. Apafi aber als Konkurrenten; 1663 wurde er von den Türken hingerichtet. Sein Tagebuch ist eine wichtige Quelle zu dieser Zeit.

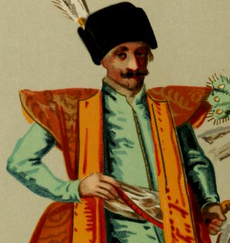
János Haller I. (1626–1697)

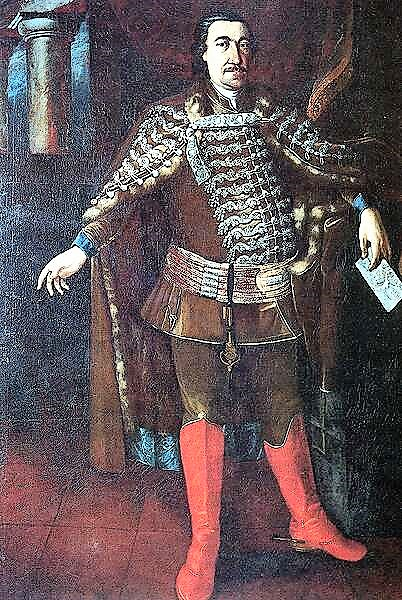
János Haller II. (1692–1756)

János Haller I. (1626–1697), ebenfalls Sohn von Stefan I., war eine bedeutende Persönlichkeit. Während Apafis Regierungszeit gehörte er zur Opposition und verbrachte lange Zeit in Gefangenschaft. Er bildete sich dort in Literatur und übersetzte Bücher ins Ungarische, schrieb auch selbst ein Buch über die Geschichte Alexanders dem Großen. Nach seiner Freilassung 1682 wurde er Verhandlungsführer in Wien und erreichte dort mit den Habsburgern eine Einigung, die als Tractatus Hallerianus bekannt wurde. 1691 wurde er zum Schatzmeister von Siebenbürgen gewählt.
Stefan (István) Haller II. (1657–1710), ältester Sohn von János I., wurde unter der neuen Habsburger Herrschaft in Siebenbürgen als Ungar, neben zwei Siebenbürger Sachsen, 1692 Vorsitzender des Regierungsrates und damit bis zu seinem Tod 1710 Gouverneur von Siebenbürgen. Er war maßgeblich an der Reorganisation der römisch-katholischen Kirche in Siebenbürgen beteiligt. Er wurde 1699 in den erbländischen Freiherrenstand erhoben und, posthum, 1713 in den Grafenstand, der auf seine Söhne Gábor, János II. und László Haller überging. Janos II. (1692–1756) wurde 1734 ebenfalls Gouverneur und blieb es 22 Jahre lang, bis zu seinem Tod; in seiner Amtszeit kam es zu Auseinandersetzungen mit den Reformierten.
Franz Graf Haller von Hallerkeö (1796–1875) war österreichischer General und 1841–46 Ban von Kroatien. Graf Béla Haller (1854–1914) war Zoologe.
Die siebenbürgische Linie erwarb mehrere Besitze, darunter Fehéregyháza (rumänisch Biely Kostol, deutsch Weißkirchen), Kerelőszentpál (rumänisch: Sânpaul, deutsch Paulsdorf) im Kreis Mureș, Marosugra (rumänisch Ogra, deutsch Ugern), Kapjon im Kreis Cluj (rumänisch Coplean, deutsch Kappen), Küküllővár (rumänisch Cetatea de Baltă, deutsch Kokelburg), Balázstelke (rumänisch Blăjel, deutsch Kleinblasendorf), Csákigorbó (rumänisch Gârbou, deutsch Gorbau).

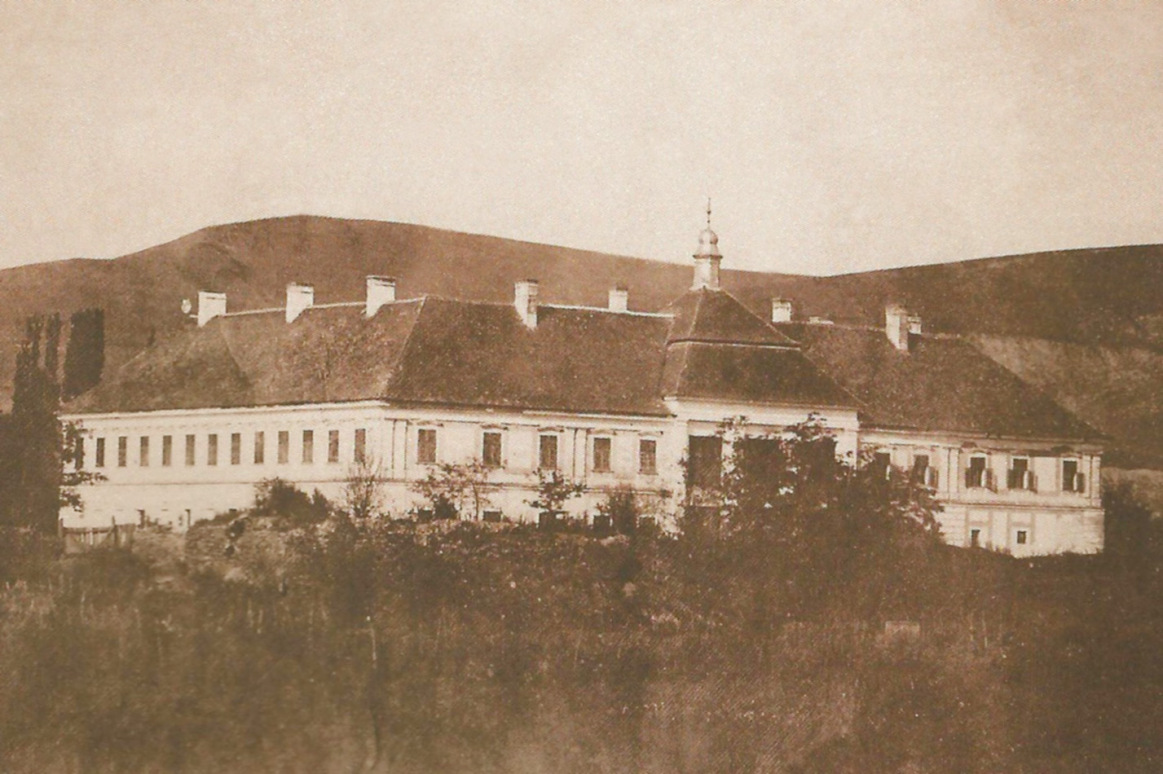
Schloss Kerelőszentpál
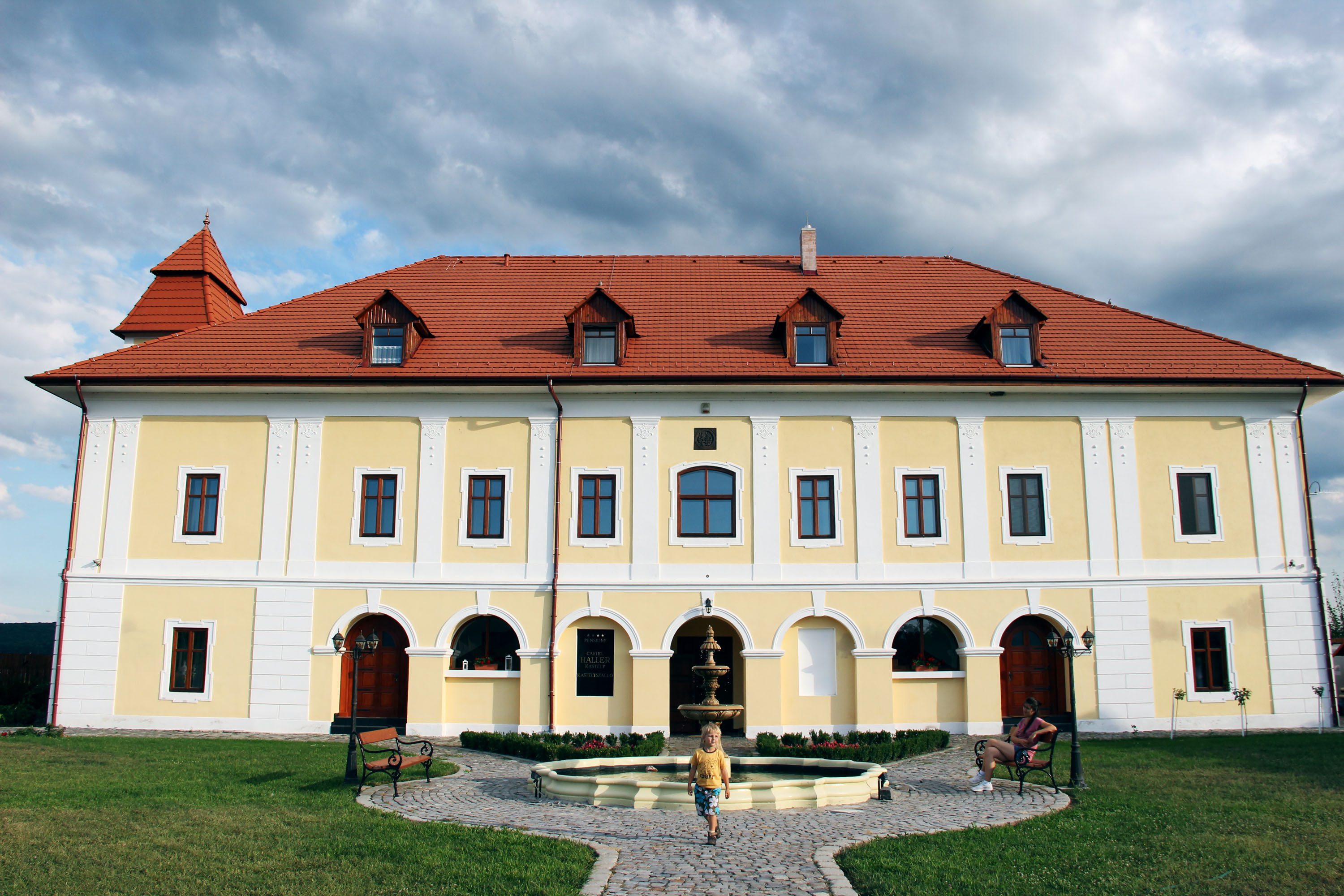
Schloss Marosugra
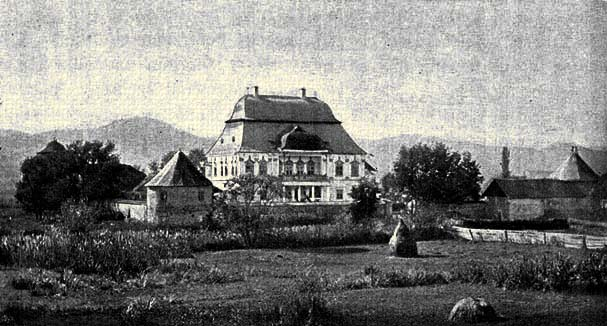
Schloss Kapjon
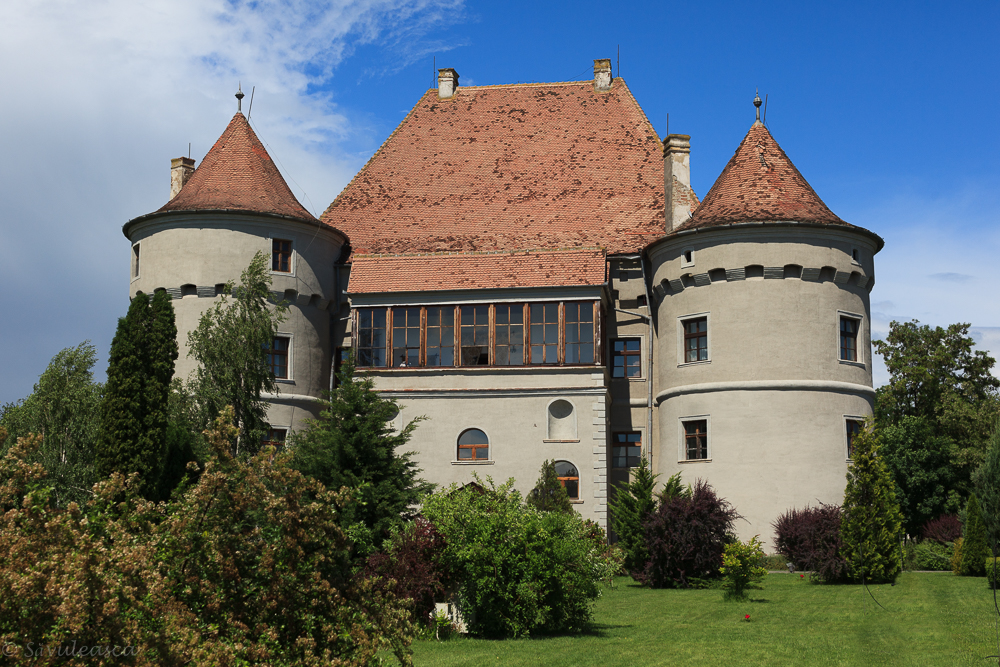
Schloss Küküllővár
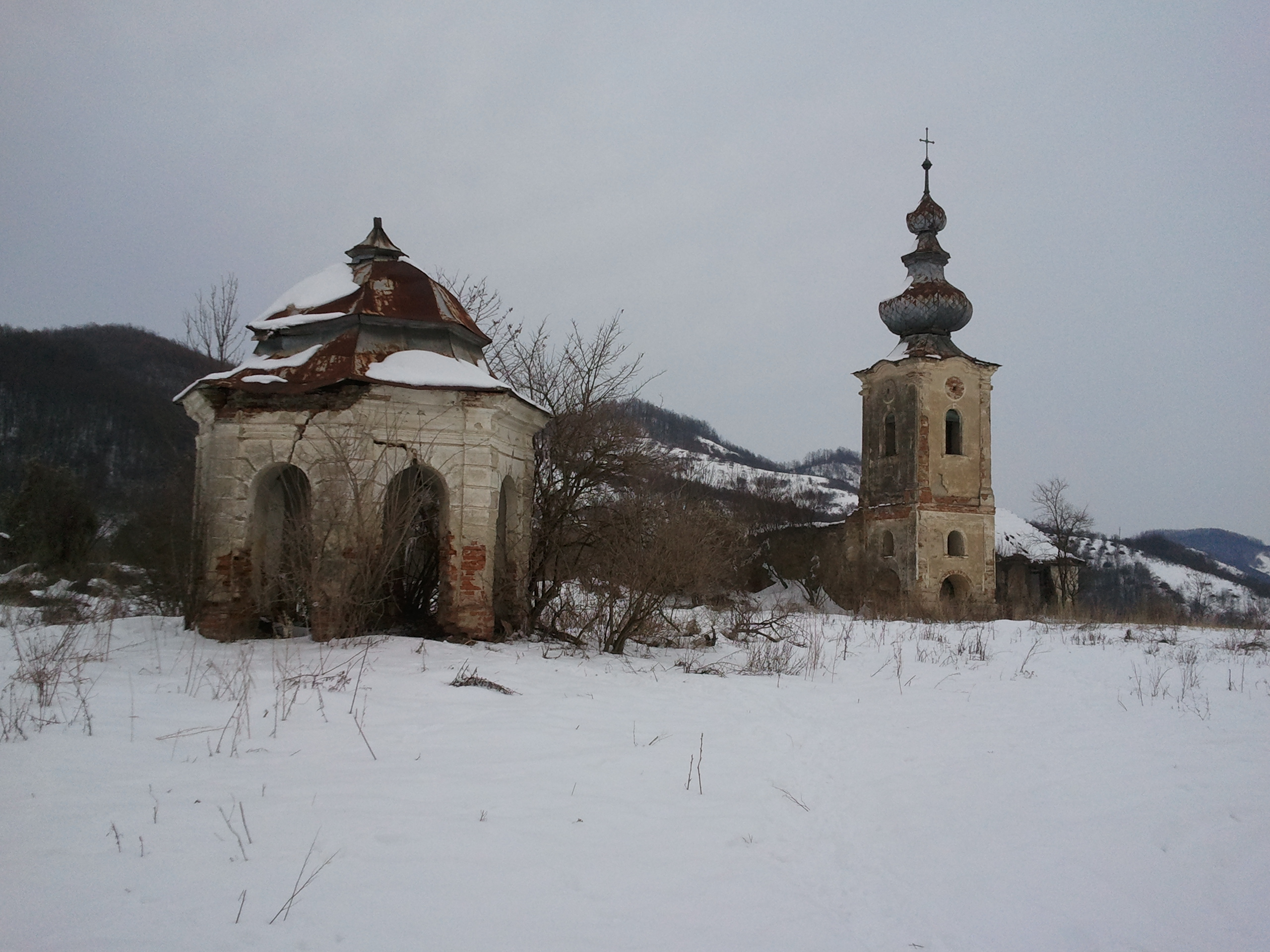
Ruine des Schlosses Csákigorbó

## Geschichte der adelichen Geschlechter in der freyen Reichs-Stadt Augsburg
Über vermutete Ursprünge sowie die Bildung zahlreicher Linien und ihre Schicksale gibt eine Abschrift aus der Geschichte der adelichen Geschlechter in der freyen Reichs-Stadt Augsburg von Paul von Stetten aus dem Jahr 1752 ausführlich Auskunft:
§. 30. Haller. Wappen T. VII. n. 30.
A. Das uralte Hallerische Wappen.
B. Das Wappen, welches diese Familie A. 1521. von Kaiser Carl V. nach Absterben des Geschlechts der von Hallerstein erhalten hat, und welches heut zu Tag von allen Hallern geführet wird.
So wenig unter den Augsburgischen Geschlechtern von dieser Familie zu sagen ist, so merkwürdig ist sie unter dem Nürnbergischen Patriciat, und daher auch würdig daß ihre Geschichte eingerücket werde. Ihr Herkommen soll nach einigen von Hall in Schwaben gewesen seyn, und daselbst sollen sie das vornehmste Schloß die Hall genannt besessen, und davon den Namen bekommen, auch St. Michaelis=Kirche erbaut haben (Braun, p. 44.). Andern Nachrichten zufolge aber, soll der älteste Aufenthalt der Haller zu Prag in Böhmen gewesen seyn, woher sich einige mit Kaiser Heinrich II. nach Bamberg begeben haben, wo sie Münzmeister gewesen seyn sollen. Im 12. Sæc sollen sich schon viele nach Nürnberg gesetzten haben und zu Rath gegangen seyn. Doch war Ulrich Haller genannt Obulus noch A. 1280. Münzmeister zu Bamberg. Dieser Ulrich wird für den Stammvater des ganzen Geschlechts gehalten. Seine Söhne Ulrich und Friederich stifteten an verschiedenen Orten zwey Haupt-Linien. Friederich zog sich nach Coburg, wo seine Nachkommen um das Jahr 1400. ausgestorben sind. Ulrich setzte sich A. 1293. von Bamberg nach Nürnberg, wo er A. 1314. in den Rath erwählet worden ist.
Seine Nachkommen haben sich in vier Haupt=Linien zertheilt, von welchen seiner Söhne Ulrichs, Berchtolds und Franzens Linien ausgestorben, Jacobs aber noch im Flor ist. Diese noch blühende Linie hat sich wiederum in vier Neben=Linien ausgebreitet, von diesen ist die Paulinische und Georgische wiederum erloschen, die Petrinische aber und Jacobische noch im Flor. Die erstere hat sich in die Ludwig=Wolf=Ruprecht= und Wilhelmische Linien zertheilet. Die erstere ist ausgestorben. Die zweyte hat sich nach den Niederlanden gesetzet, und ein gleiches Schicksal gehabt. Der Stifter der dritten hat sich nach Ungarn gesetzt, wo seine Nachkommen in den Frey=Herren und Grafen=Stand erhoben worden sind, von der Wilhelmischen hat sich Wolf Dieterich in die Niederlande gesetzet, wo aber seine Nachkommen ausgestorben sind. Die übrige von der Wilhelmischen Linie sind noch in Nürnberg im Flor. Aus der zweyten noch florierenden Jacob Hallerschen Linie sind anfangs gleichfalls drey Neben=Linien entstanden. Davon ist die Jobstische bereits erloschen. Von der Wolfischen hat sich Hans Andreas in die Obere Pfalz auf seine Güter gesetztet, die übrige aber befinden sich noch in Nürnberg. Die Hieronymus Hallerische befindet sich ebenfalls daselbst in blühendem Zustand. (Bidermanns Geschlechts=Register des Patriciats zu Nürnberg. T. XCIV-CXV.) Aus dieser Erzählung ist nun leicht abzunehmen, daß sich sehr wenige dieser Familie in Augsburg befunden haben. Es kam aber niemand dahin, als Christoph Haller, welcher aus der von der Petrinischen Linie entsprossenen Wolf=Hallerschen oder Niederländischen Neben=Linie gewesen ist. Er erheurathete A. 1536 das Bürger-Recht mit Anna, Simon Imhofs von Augsburg Tochter. (Hochzeit=B. ad h.a.) Allein er gab es A. 1555 wiederum auf, (Raths=Prot. ad h.a.) und starb A. 1581 zu Lucern in der Schweiz ohne männliche Erben.

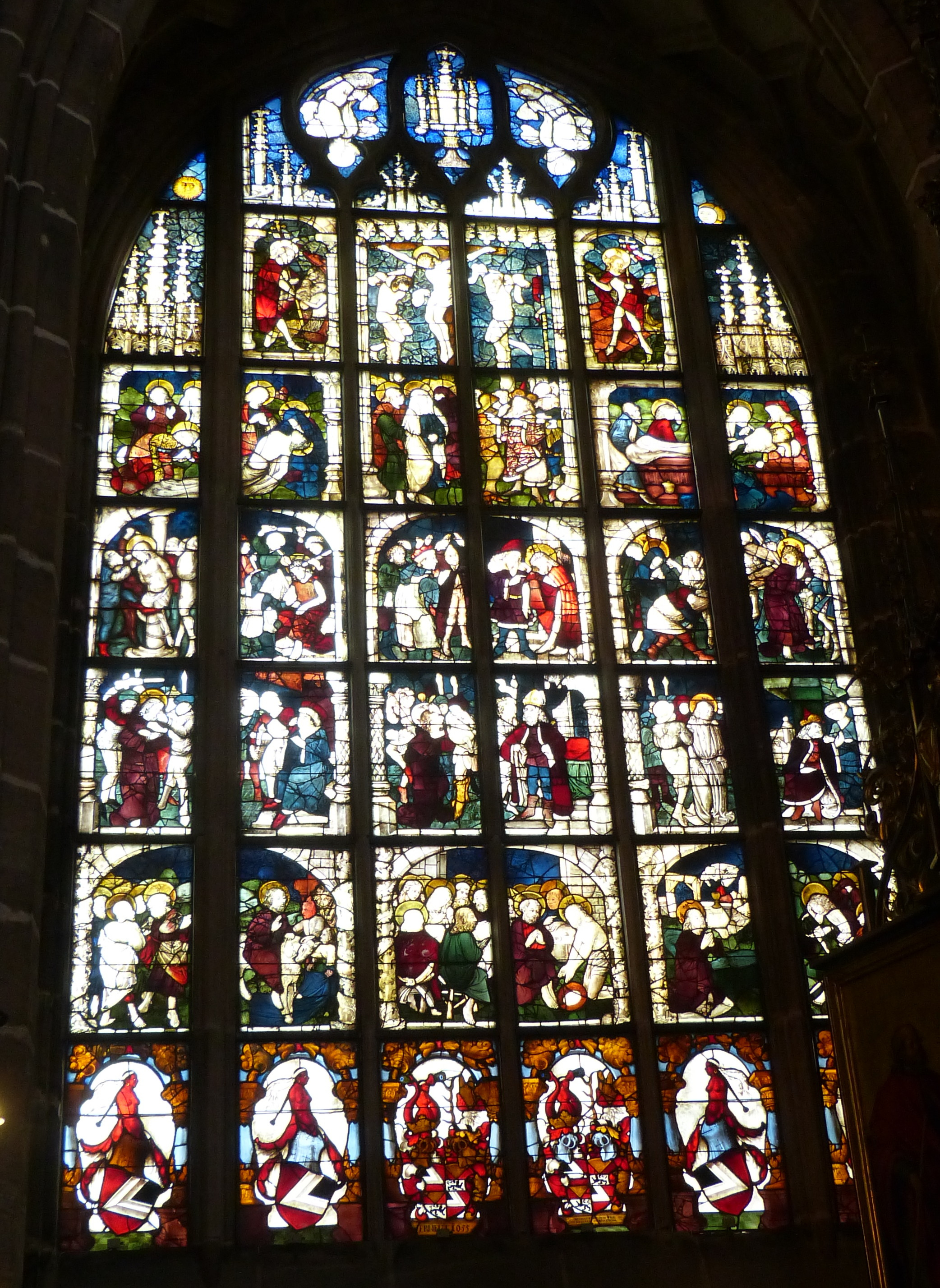
Haller-Fenster in der Lorenzkirche (von 1480)

Die Verdienste, welche sich diese Familie um die Stadt Nürnberg gemacht hat, sind nicht geringe. Ich finde, daß bereits über fünfzig im Rath gewesen, und daß von diesen Martin A. 1400. Ruprecht A. 1478. Joachim A. 1570. Sebald A. 1595. Martin A. 1617. und Hans Willibald A. 1709. zu der höchsten Würde der Losunger gestiegen sind. (Biedermann 1.c.) Auch ist Hans Bartolme A. 1549. zum Reichs-Schultheisen zu Frankfurt am Mayn ernennet worden, (Braun. p. 45.) nicht zu gedenken, wie viele davon im Nürnbergischen zu den verschiedenen Gerichten, ingleichen zu den Pflegen auf dem Lande u. gekommen sind. Eben so verdient machte sich auch diese Familie durch Errichtung milder Stiftungen. Davon ist die vornehmste das Pilgram Spital zu Nürnberg, welches A. 1364. Berchtold Haller gestiftet, und zugleich verordnet hat, daß es zu allen Zeiten den ältesten von der Hallerischen Familie zum Verwalter haben solle. (Bidermann . L c. Braun. 1.c, 104-217. H h) Georg Haller hat A. 1450 eine Stiftung zu Kleidern für die Arme errichtet. Ulrich hat ungefähr um das Jahr 1358, den St. Erhards=Altar bey St. Sebald, nebst einer Pfrund und Seel=Geräth darauf gestiftet.
Im geistlichen Stand ist Reichart von der Niederländischen Linie berühmt. Er war in der Gesellschaft JEsu und A. 1622. Königl. Spanischer Beicht=Vater. An Höfen haben sich viele aufgehalten und empor gebracht. Alexius Haller war Kaiser Maximilians I. Rath, des Herzog Albrechts von Sachsen Ober=Renth=Meister und Feld=Hauptmann in Friesland. In eben diesen Würden folgte ihm sein Sohn gleiches Namens, welcher zuletzt Bambergischer Amtmann zu Marlofstetten worden ist. Conrad Haller J.U.D. und Ritter war Kaiser Carls V. und König Ferdinands I. wie auch Bischöflich=Bambergischer Rath und Oestterreichischer Cammer=Gerichts Assessor. Sebald Haller war Kaiser Carls V. Geheimer Secretarius. Wolfgang Haller Ritter war eben dieses Kaisers Rath, Regiments=Rath und Cammerer zu Inspruck. Ein anderer, Wolfgang, war auch gedachten Kaisers Rath, Syndicus in Spanien und Obrist=Schatzmeister zu Brüssel. Christoph der Augsburgische Geschlechter, war auch gedachten Kaisers Rath und wurde von ihm an viel Königl. und Fürstliche Höfe als Gesandter geschickt. Er war auch Herzogl. Savoyischer Rath und Hofmeister. Wolfgang, war Kaiser Carls V., Ferdinands I. und Maximilians des II. Rath und Reichs=Pfennigmeister. Ruprecht der Stifter der Ungarischen Linie war König Ludwigs in Ungarn Obrister Richter und Rath. Peter Haller war Kaiser Ferdinands II. Obrister Gouverneur in Ungarn und Siebenbürgen, General-Schatzmeister und Cammer=Graf zu Hermannstadt. Gabriel Haller war Gouverneur in Siebenbürgen und wurde A. 1609. in den Frey=Herren=Stand erhoben. Einer seiner Nachkommen ist A. 1713. von Kaiser Carl V. in den Reichs=Grafen=Stand versetzet worden. Von denselben war auch Stephan Haller Kaiserl. Großbottschafter an der Ottomannischen Pforte, welche Würde auch sein Sohn bekleidet hat. Es hat auch viele Gelehrte unter dieser Familie gegeben. Denn es wird von einem Hans Haller, welcher A. 1493. gestorben ist angerühmet, daß er ein Buch vom Ursprung und Herkommen seiner Familie geschrieben.

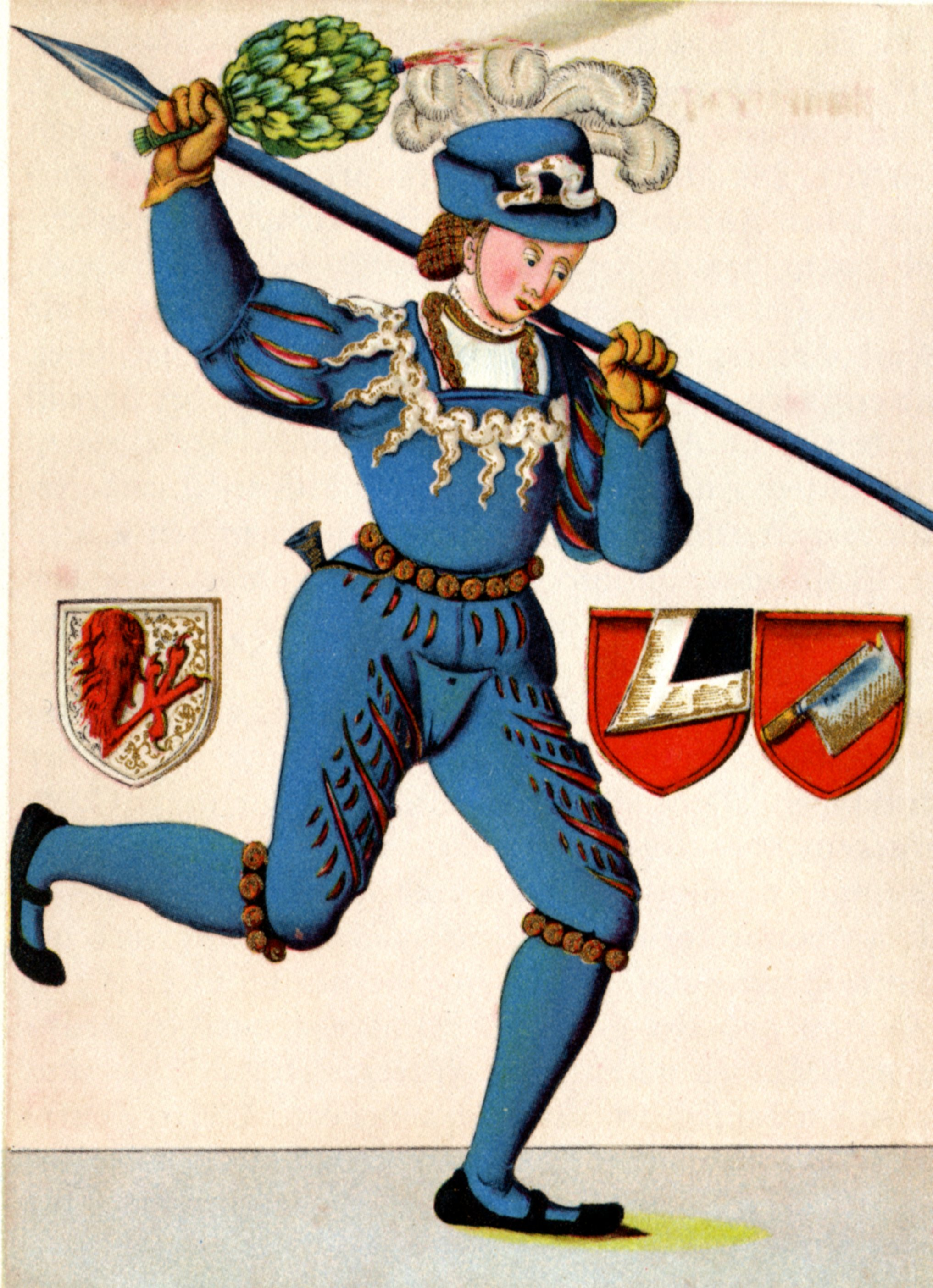
Schembartlauf von 1516 mit Wappen Peßler/Haller/?

Von einem Wilhelm Haller wird gemeldet, daß er ein großer Liebhaber der Astronomie und Music gewesen seye. Auch haben sich einige durch Vertheidigung Academischer Abhandlungen bekannt gemacht, von welchen Philipp Jacob der A. 1684. unter Ach. Chr. Ranger zu Königsberg die bekannte Diss. De Patriciis vertheidigt hat, hier zu bemerken ist. Im Krieg, Ritter= und Soldaten=Stand haben sich folgende bekannt und berühmt gemacht. Wilhelm Friederich, Hildebrand und Georg, sollen bey dem A. 1197. in Nürnberg gehaltenen Turnier gewesen seyn, und letzterer den Kaiser Heinrich den VI. mit 19. Pferden nach Donauwerth begleitet, und dafür nebst seiner Familie, und den übrigen Begleitern, die Bestättigung des adelichen Herkommens erhalten haben. Es soll auch letzterer neben Sigmund Tucher und Hans Holzschuher den Preiß davon getragen, und gleich nach den Fürsten einen Tanz erhalten haben, und Friederich soll dabey Turnier=Vogt gewesen seyn. Conrad Haller hat in dem A. 1451. zu Nürnberg angestellten Gesellen=Stechen den besten Dank erhalten. Heinrich Haller war Ritter des deutschen Ordens und zog mit dem Deutschmeister Poppo von Osternow (welchen einige gar mit diesem Haller verwechseln – Braun. 1. c. 217.) A. 1252. In das gelobte Land. Eberhard war der Stadt Nürnberg Hauptmann im Hussiten=Krieg. (Braun. 1.c. 109) Ich übergehe viele welche sich nicht so berühmt gemachet haben, gleichwie es oben geschehen, bey denen, welche sich an Höfen aufgehalten haben, und füge nur noch hinzu, Gabriel Hallern von der Ungarischen Linie, welcher Kaiserl. Königl. Ungarischer General und Inhaber eines Infanterie=Regiments gewesen und Johann Sebastian Hallern, welcher A. 1745. des Fränkischen Kreises General-Feld=Marschall=Lieutenant worden ist.
Es hat auch diese Familie sehr schöne Güter besessen. Ulrich, der Stamm=Vater der Nürnbergischen Linie kaufte A. 1307. von Graf Gottfried von Schlüsselberg, das Dorf Lauf mit aller Obrigkeit, welches nunmehr ein Nürnbergisches Pfleg=Städtlein ist. (Del. Topo-Geogr. Nor. p. 68.) Sein Sohn Ulrich kaufte A. 1324. von den Burggrafen das Dorf Kalchreuth, welches der Familie noch zustehet. (ibid. p. 32.) Einige seiner Nachkommen gleiches Namens besaßen das nunmehr auch Nürnbergische Pfleg-Städtlein Gräfenberg, (ibid. p. 76.) wie auch Dachsbach, die Helfte von Herzog=Aurach Georg besaß das Schloß und Markt Osternow, verkaufte es aber nachgehends an die Burggrafen, daher es dermalen ein Bareuthisches Ober=Amt ist. Martin Haller besaß A. 1638. Verschiedene Gerechtigkeiten in dem nunmehr auch Nürnbergische Pfleg=Städtlein Herspruck. Andreas und Hieronymus hatten Antheil an Eschenau. Petern gehörte A. 1400. Ziegenstein, welche jetzo Imhofisch ist. Conrad besaß A. 1526. Caschau in Ungarn. Die Georg Hallerische Linie besaß lange Zeit das Schloß Bruckberg, welche aber um das Jahr 1500, von Georg Hallern gegen das Schloß und Gut Buckenhof an Christoph Rothhan verkauft worden ist, dieses Buckenhof aber besitzet die Hallerische Familie noch dermalen, als ein Stamm=Gut und Majorat. (ibid. p. 28.) Christoph Haller der Augspurg. Geschlechter, besaß neben Ziegelstein auch Warneck, Waldstein und den Sitz Stockerode nebst 22. dazu gehörigen Orten als Böhmische Lehen. Wolf Hallern gehörte Rohrbruck unweit Speyr. Philipp Jacob Haller und seine Nachkommen besaßen Weyherhauß. (ibid. p. 87) Jobst Haller besaß Haußeck und Ober=Hirschbach, sein Sohn aber brachte Malmesbach an die Familie, (ibid. p. 35) Ernst gehörte Helmstädt, Carl Hallern aber Alt=und Grünen Linden, und endlich Hans Conrad brachte Pfaffenhofen in der Obern=Pfalz an sein Geschlecht.
Die Ungarische Linie aber dieses Geschlechts besitzet die Grafschaften Kuküllo und Tord. Uebrigens pranger auch diese Familie mit besondern Kaiserlichen Freyheiten. Kaiser Friederich der IV. gab ihnen A. 1433. das Privilegium auf ihrem Wappen einen goldenen Helm mit einer Crone zu führen A. 1478. bestätigte er denselben ihr adeliches Herkommen, und in eben diesem Jahr ertheilte er ihnen eine Freyheit von Veräusserung der Reichs=Lehen. (dd. Grätz 4. Octobr. 1478) Kaiser Carl der V. aber beehrte sie mit dem Privilegio, sich, weilen das Geschlecht von Hallerstein ausgestorben, Haller von Hallerstein zu schreiben und ein quadriertes Wappen mit 2. Turnier=Helmen zu führen, sich von ihren Gütern zu schreiben und mit rothen Wachs zu sigeln. (dd. Worms 1. April 1521. Ef. ad omnia Bidermann  1.c.)